# Ardennais (cheval)
Pour les articles homonymes, voir Ardennais.
Vous lisez un « article de qualité » labellisé en 2010.  Il fait partie d'un « thème de qualité ».
L'Ardennais  est une très ancienne race rustique de chevaux de trait, de taille moyenne, à la robe généralement baie ou rouanne. Il est historiquement élevé dans la région des Ardennes, qui lui a donné son nom, et par extension dans le quart nord-est de la France, le Sud et l'Est de la Belgique, et au Luxembourg. Connu et mentionné depuis l'Antiquité romaine où il sert à la remonte des armées, l'Ardennais devient jusqu'au début du XIXe siècle l'une des meilleures races de chevaux de selle et de trait léger pour la traction du matériel d'artillerie militaire. Sous l'empire napoléonien, les Ardennais sont réputés pour avoir survécu à la campagne de Russie, où 13 000 chevaux trouvent la mort.
De nombreux croisements doublés d'une sélection rigoureuse des éleveurs, orientée vers les travaux agricoles, transforment la race dès le milieu du XIXe siècle. Destiné à la traction du matériel agricole, l'Ardennais devient un cheval de trait lourd et puissant, ainsi qu'un grand améliorateur de races. Il donne naissance à l'Ardennais suédois et à de nombreux autres chevaux de trait, tels que l'Auxois et le Trait du Nord. La fin de la traction hippomobile et l'utilisation du tracteur motorisé entraînent déclin de son élevage et réduction drastique de ses effectifs.
Cantonné au rôle presque unique d'animal de boucherie durant deux décennies, l'Ardennais bénéficie au début du XXIe siècle d'un nouvel engouement grâce à son habileté et l'aspect écologique de son utilisation pour l'entretien des espaces verts, le débardage en forêt et les loisirs équestres. Bien que considéré comme étant en danger d'extinction à l'échelle européenne, il constitue la quatrième race de chevaux de trait la plus représentée en France. Les éleveurs belges ont développé par croisements une nouvelle lignée destinée à l'attelage de compétition, l'Aratel. En raison de son lien historique avec sa région d'origine, fertile en légendes, l'Ardennais est assimilé à la monture héroïque des quatre fils Aymon, le cheval Bayard.

## Dénomination
D'après l'écrivain Giacomo Giammatteo, la seule graphie juste du nom de cette race de chevaux fait appel à une initiale en majuscule, dans la mesure où elle est nommée d'après la région des Ardennes.

## Histoire
L'Ardennais est l'une des races de chevaux les plus anciennes de France, et de Belgique, il s'agit probablement du plus ancien cheval de trait d'Europe. Son élevage dépend longtemps des besoins humains pour la guerre. Il est utilisé à l'origine tant comme cheval de traction que comme cheval de selle. Avant la seconde moitié du XIXe siècle, son modèle beaucoup plus fin et léger que l'actuel le rend réputé comme cheval de selle.

### Origines

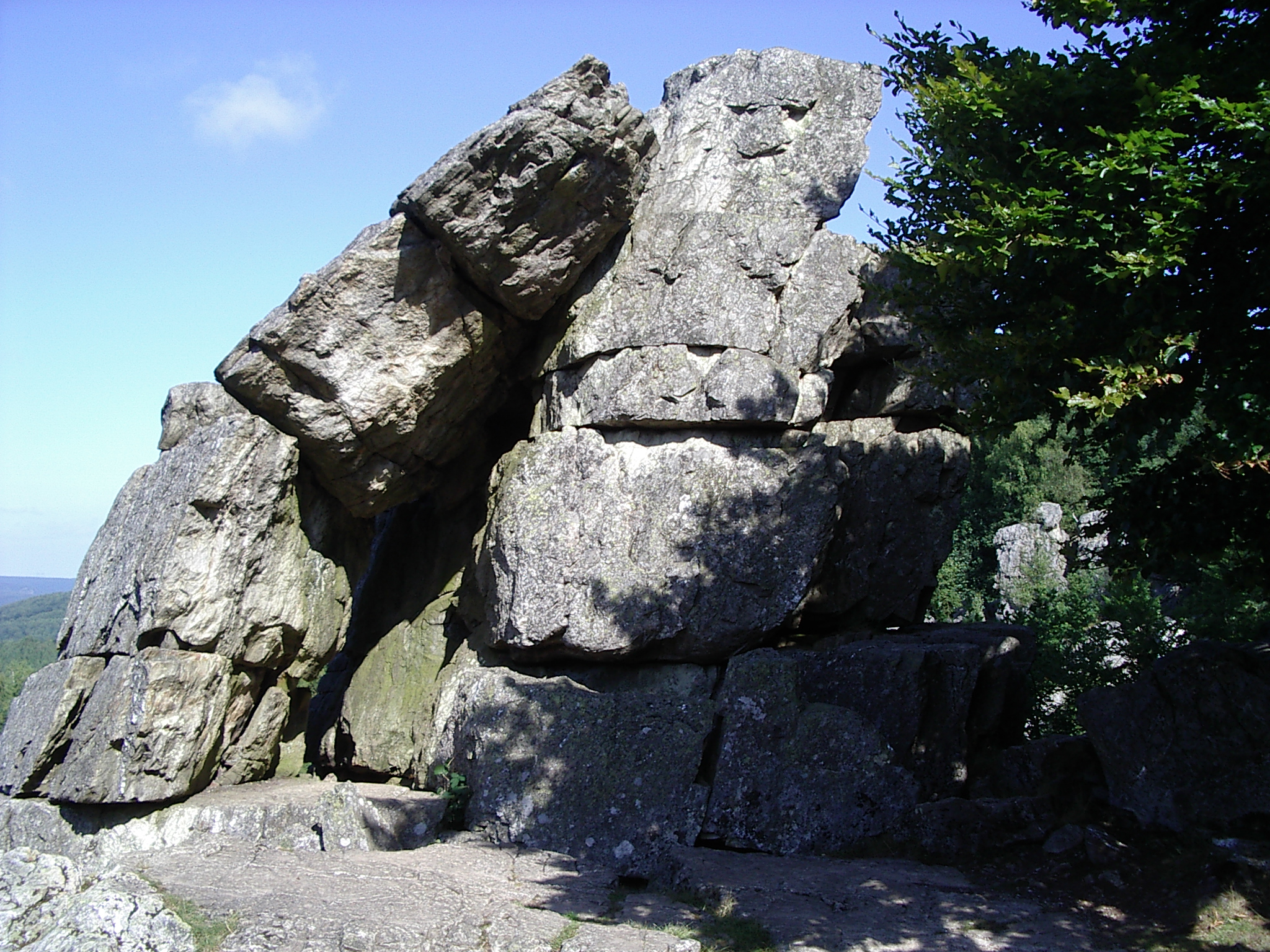
Le roc la Tour, à Monthermé, où se trouvent deux plaquettes de schiste gravées d’une tête de cheval.

La présence de chevaux est attestée dans la région des Ardennes depuis les temps préhistoriques, puisque le site du roc la Tour, à Monthermé, a révélé deux plaquettes de schiste gravées d’une tête de cheval. D'après Amélie Tsaag Valren, l'Ardennais appartient au « rameau ardenno-flamand », un groupe de races de chevaux lourds originaires des Flandres et de l'Ardenne,. La théorie obsolète « des quatre lignées » en fait un descendant d'une sous-espèce disparue appelée cheval des forêts (Equus caballus germanicus), ancêtre commun de nombreuses races de chevaux massifs d'Europe de l'Ouest. Il est longtemps décrit comme un descendant direct du cheval de Solutré,, qui vivait au 50e millénaire av. J.-C. dans les bassins de la Saône et de la Meuse, et se serait établi sur des plateaux schisteux au climat rigoureux à la même époque. Cette théorie est également obsolète, aucune donnée ne prouvant que des chevaux du site de Solutré aient migré vers les Ardennes.
En 1985, l'Historien Jean-Pierre Penisson synthétise les travaux menés sur des restes de chevaux préhistoriques retrouvés dans la région ardennaise. Selon lui, ils appartiennent à des sous-espèces différentes. Durant le Würm II, deux ou trois espèces de chevaux du type Equus caballus semblent avoir vécu dans la région de Dommery, notamment Equus caballus germanicus et Equus caballus gallicus. Selon le laboratoire de géologie du Quaternaire et Préhistoire de l’université Bordeaux I, ces chevaux pourraient être à l'origine de l'Ardennais. Les chercheurs belges remarquent qu'à la même époque, Equus caballus germanicus est progressivement supplanté par Equus caballus gallicus, un animal svelte et de taille plus réduite. Equus caballus gallicus devient un gibier très prisé dès la fin du Paléolithique supérieur. Durant l'Holocène, le cheval est plus rare dans la région.
L'ancêtre du cheval ardennais est probablement, comme le sont toutes les races avant l'organisation de l'élevage équin en France, de petite taille (environ 1,40 m au garrot), bien que des squelettes de chevaux toisant 1,50 m, déterrés dans la région, soient cités comme ancêtres de l'ardennais actuel. Plusieurs populations humaines ont côtoyé ces chevaux, pour s'en nourrir et plus tard les domestiquer, au moins à partir des Gaulois.

### Antiquité
La race ardennaise est la seule parmi les races de chevaux actuellement présentes sur le territoire belge à être mentionnée dès l'Antiquité. Les chevaux des Ardennes sont signalés par l'historien grec Hérodote, qui note les qualités des cavaliers du Nord de la Gaule. Jules César écrit qu'il trouva dans la « deuxième Belgique », dont les Ardennes font partie, des animaux « rustiques, durs et infatigables » à l'époque de la guerre des Gaules. La population de chevaux sauvage locaux est très prisée pour remonter différentes armées. Il semble qu'une garnison de 500 chevaux est présente à Carignan en 284, et que Mouzon soit un centre d'élevage et de formation pour la cavalerie romaine en 440. Sous le règne de Néron, un attelage de juments ardennaises est destiné à cet empereur, qui prétend être l'un des meilleurs conducteurs de quadrige du cirque.

### Moyen Âge et Renaissance

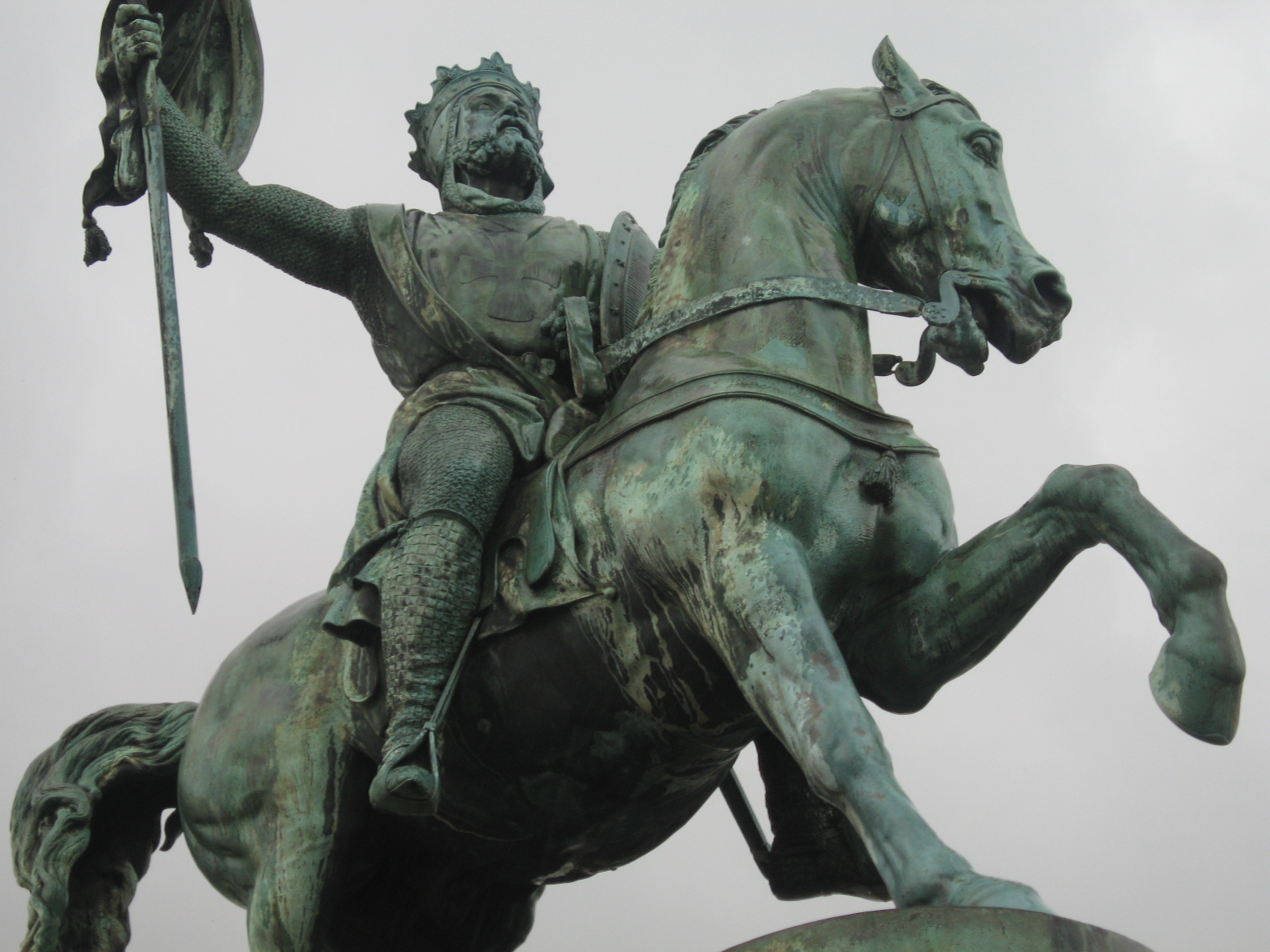
Godefroy de Bouillon est censé s'être rendu à Jérusalem sur un cheval ardennais, lors de la première croisade.

L'« Arabomanie » équestre du XIXe siècle pousse les hippologues à attribuer à l'Ardennais une origine orientale, du moins l'influence de chevaux arabes est évoquée. Il s'agit vraisemblablement de la diffusion d'un mythe hippologique, l'influence réelle des chevaux arabes sur la race ardennaise étant infime, ou nulle.
D'après l'un de ces récits, un abbé de l'abbaye de Saint-Hubert aurait fait venir des étalons du Limousin, descendants directs d'étalons et de juments arabes restés en France après la défaite de l'émir Abd al-Rahman ibn Abd Allah al-Rhafiqi. Plus tard, des relations établies entre la Belgique et l'Orient grâce aux expéditions des croisades auraient fait comprendre aux abbés de Saint-Hubert les avantages du cheval arabe. Des étalons arabes auraient été introduits dans les Ardennes et croisés avec les juments locales, améliorées depuis par croisements avec des étalons du Limousin. Un récit similaire, transmis par les habitants des Ardennes, veut que Godefroy de Bouillon ait voyagé de son château jusqu’à Jérusalem sur un cheval ardennais lors de la première croisade. La race semble avoir bonne réputation lors des croisades qui suivent. 
Durant la Renaissance, le maréchal de Turenne rend hommage aux qualités des chevaux ardennais qui remontent sa cavalerie, alors qu'il campe dans le pays de Trèves.

### De l'époque napoléonienne aux années 1850
L'organisation de l'élevage de races de chevaux de trait ne date que de la fin du XIXe et du début du XXe siècle. Il accompagne le développement de l'agriculture. Auparavant, les chevaux de trait belges et ardennais forment, sous l'empire napoléonien, des souches élevées dans un pays unique,.

#### Guerres napoléoniennes
Durant le Premier Empire, tous les chevaux d'artillerie viennent des Ardennes ou de Bretagne. Ils sont utilisés dans les armées comme monture et pour tirer les canons. Le cheval ardennais est décrit comme un petit animal de selle et de trait léger réputé pour sa rusticité, sa sobriété et son endurance,. Il résiste longtemps aux fatigues de la guerre, et passe pour un très bon cheval de service. Capable de résister aux intempéries et aux privations, de se nourrir de mousse et de lichen, l'ardennais est si réputé que les zootechniciens se demandent « s'il existe une bête plus solide et plus résistante dans quelque pays ». Décrit comme « nerveux et infatigable », sa conformation courte et ramassée en fait un cheval « ni beau ni distingué », mais réputé pour son fond, sa résistance et son énergie, doué d'une grande longévité, et dont les qualités sont précieuses pendant la campagne de Russie.
La morphologie de l'Ardennais, tel qu'il est décrit en 1780, rappelle les chevaux des hussards, avec une tête sèche, carrée et un peu camuse, un œil proéminent, des oreilles courtes et bien plantées, une physionomie intelligente et éveillée, une encolure droite, des épaules plates, un poitrail étroit et un garrot élevé. Il toise entre 1,42 m et 1,52 m, et pèse environ 500 kg. Il tire les diligences et de petits véhicules de commerce, des wagons, des chariots de postes, et forme un cinquième de la cavalerie des gendarmes.
En 1802, le général Loison est en garnison à Liège. Il remonte le 26e régiment de chasseurs à cheval sur de jeunes chevaux ardennais achetés à la hâte, qui résistent à la campagne d'Allemagne et rentrent en France « parfaitement intacts ». Napoléon Ier, qui proclame la race comme « infatigable », ordonne leur croisement avec le cheval Arabe vers 1810, pour leur apporter du fond et de la résistance. Ce programme obtient peu de résultats.

Retraite des Français à Moscou en 1812, peinture de Janvier Suchodolski en 1844. La campagne de Russie coûte la vie à environ 13000 chevaux. Seuls les Ardennais y auraient survécu.

Un épisode lié au cheval ardennais a largement marqué la mémoire populaire. Cette race serait la seule à être revenue de la campagne de Russie, où 12 000 à 14 000 chevaux trouvèrent la mort (une autre source fait état de 30 000 chevaux morts en une seule nuit). Les militaires survivant à cette expédition racontent que les chevaux ardennais se contentaient pour toute nourriture du chaume qui recouvre les habitations, et qu'ils résistaient au froid, à la fatigue et à la faim.
Près de 40 ans plus tard, les éleveurs belges se racontent cette histoire comme une légende locale : « Napoléon prisait fort leurs qualités et des régiments venaient recruter leurs montures chez nous. Dans la fatale retraite de Russie, les chevaux qui résistèrent le plus longtemps, ceux qui supportèrent la faim et la fatigue, et qui revirent encore, mais en bien petit nombre, les champs de victoire du départ, ce furent nos petits ardennais ».

#### Aux Pays-Bas
Sous le gouvernement des Pays-Bas, un régiment de lanciers en garnison à Utrecht est exclusivement remonté dans les Ardennes. Les chevaux mis à la réforme par ce corps sont recherchés par les maîtres de poste et les entrepreneurs de messageries. Quelques observateurs des chevaux de l'artillerie hollandaise après la révolution belge de 1830 rapportent qu'une partie des attelages sont traînés par des chevaux ardennais, parmi lesquels « se trouvent encore quelques vieux débris de Waterloo », l'autre par des chevaux hollandais et allemands. « Les privations, les intempéries, le bivouac avaient, durant cette courte campagne, réduit ces derniers à l'état de squelette ; les ardennais, au contraire, étaient conservés comme au moment du départ ».

#### Déclin de la race de 1815 à 1834
En 1815, tous les chevaux valides de la contrée sont réquisitionnés par les armées napoléoniennes, si bien qu'il ne reste parmi la race ardennaise que quelques animaux « d'une pauvreté incommensurable ». Les éleveurs du pays sont épuisés, comme le reste de l'Europe. L'industrie privée est abandonnée à elle-même. Le haras de Walferdange « n'est pas de nature à rendre au cheval de selle ardennais son antique mérite et sa vieille réputation ».
En 1834, la race ardennaise reste appauvrie et de mauvaise réputation. Les animaux sont décrits par le zootechnicien Eugène Gayot en ces termes : « La tête est toujours droite mais elle est lourde, épaisse, chargée de ganache, mal coiffée, sans expression et sans grâce. L'encolure est grêle et pauvre, le garrot s'est enfoncé, la ligne du dos et des reins a fléchi en s'allongeant, la croupe est en pupitre et défectueuse, la queue basse, la côte est plate, le ventre avalé, la saillie des hanches est excessive et disgracieuse, le membre antérieur est grêle et faible en regard surtout au volume du corps et au poids qu'il doit supporter ; le genou est mince, effacé, il manque de largeur : le tendon est failli, collé à l'os ; l'ongle est de nature cassante et la surface plantaire tend à la forme plate ; au membre postérieur, la jambe n'est point assez fournie, le jarret est clos, le pied panard. La taille moyenne s'est élevée de 4 à 6 cm en moyenne ; le tempérament est moins résistant, plus lymphatique que musculaire, c'est le contraire du cheval d'autrefois, il en résulte que les qualités propres à la race ardennaise ont baissé. »
Les nouvelles exigences de l'équitation militaire en Belgique font peser une exclusion sur le cheval ardennais. La première est le manque de taille, car les chevaux les plus aptes au service de la cavalerie légère sont de plusieurs centimètres au-dessous de la limite fixée par les règlements. La seconde est la pesanteur de l'avant-main, tout cheval monté dont le centre de gravité ne tombe pas en arrière du garrot est inutilisable à la selle. Ce « défaut de conformation » rend l'ardennais moins maniable, et dans le combat d'homme à homme, dans la rencontre d'une mêlée, la vie du cavalier se trouve plus exposée,.

#### Régénération de la race de 1835 à 1850

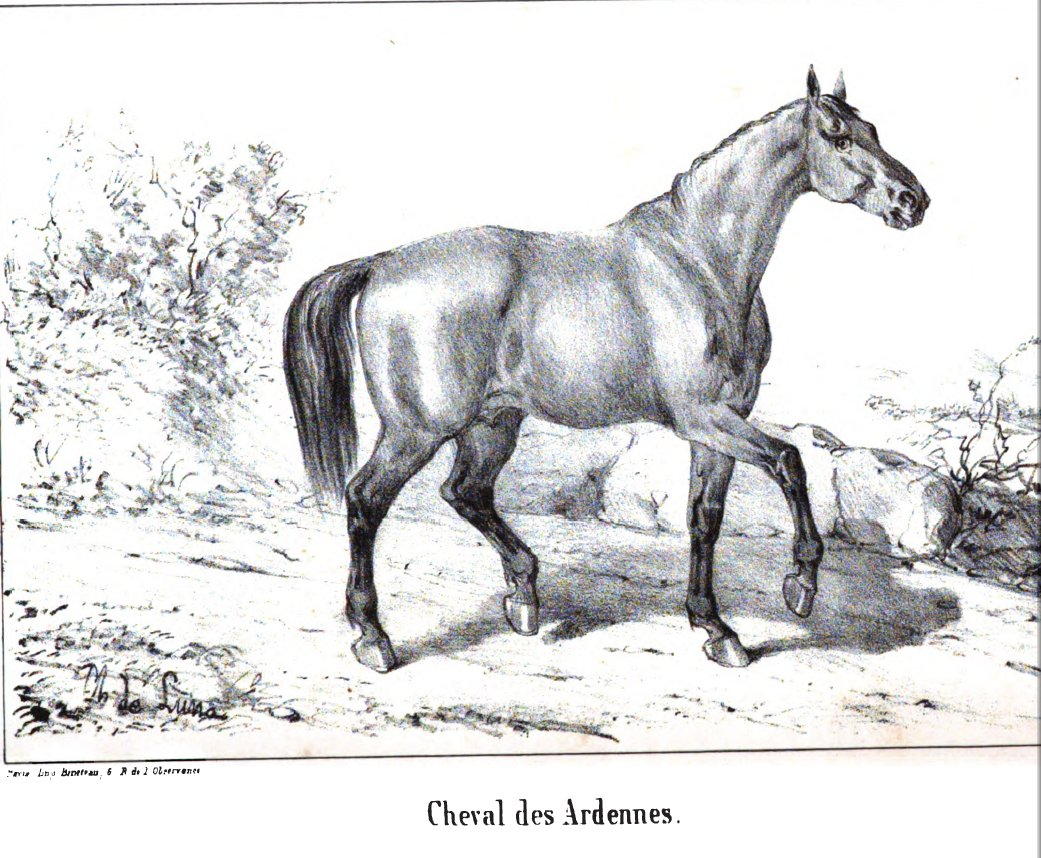
Gravure d'un cheval ardennais en 1848.

En France, vers 1835, des efforts pour « perfectionner la race ardennaise » sont entrepris dans le département français des Ardennes, qui selon les zootechniciens de l'époque, est l'un de ceux qui s'occupent le plus de la régénération des chevaux. L'indécision reste longue pour savoir quels types d'animaux reproducteurs adopter. Certaines opinions sont en faveur du cheval Percheron, d'autres de l'Anglo-normand, de l'Arabe ou encore du Pur-sang. Vingt ans plus tard, les animaux, mieux nourris, ont acquis plus de force et de taille que l'ancienne race. Vers 1850, les étalons anglo-normands sont en faveur et le dépôt de remonte de Villers possède « des produits assez bons et propres à remonter l'arme des dragons ». Ces chevaux diffèrent complètement de l'ancienne race ardennaise, par leur taille, leurs caractères zoologiques et leur force. De 1830 à 1848, le conseil général vote une somme annuelle de 20 000 francs pour l’achat d'étalons. En vingt ans, 500 000 francs environ sont donc dépensés pour la « régénération » du cheval ardennais. Ces croisements ne sont pas toujours une réussite : l'hippologue français Felix Villeroy regrette « que l'on n'ait pas cherché à améliorer par elle-même l'ancienne race ardennaise ».
En Belgique, le cheval ardennais n'est plus utilisé dans l'armée mais acquiert une solide réputation de cheval agricole à l'approche des années 1850. Un propriétaire de Moravie introduit ainsi des chevaux ardennais dans ses domaines, les journaux autrichiens en louent la qualité et la résistance au travail. Dans la province de Luxembourg, la députation du conseil provincial, la commission d'agriculture, et les sociétés d'encouragement et d'amélioration « rivalisent de zèle et de dévouement » pour relancer la race. Cette harmonie d'efforts stimule les éleveurs. La province aspire au monopole de la remonte des cavaleries légères et selon le ministère belge de l'époque, « plus que toute autre région de la Belgique, elle réunit les conditions de succès ». Les chevaux luxembourgeois présentés lors de l'exposition nationale agricole belge de 1848 ont ainsi un grand succès.

### Âge d'or de 1850 à 1950

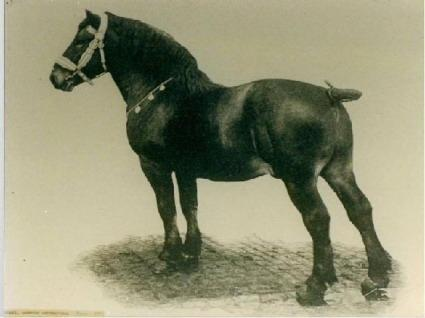
Spirou, étalon de trait ardennais belge sacré champion international de la race en 1900, était un cheval de type carrossier, plus léger que l'Ardennais actuel.

En 1856, on distingue deux grands types de chevaux ardennais : la race de trait destinée à l'agriculture, au commerce et à l'industrie, et la race ardennaise condrosienne, décrite comme le cheval à tout faire. L'Ardennais est le type même du « cheval ouvrier », par opposition aux chevaux Percherons ou Boulonnais, considérés comme prestigieux.

#### Croisements de l'ardennais léger

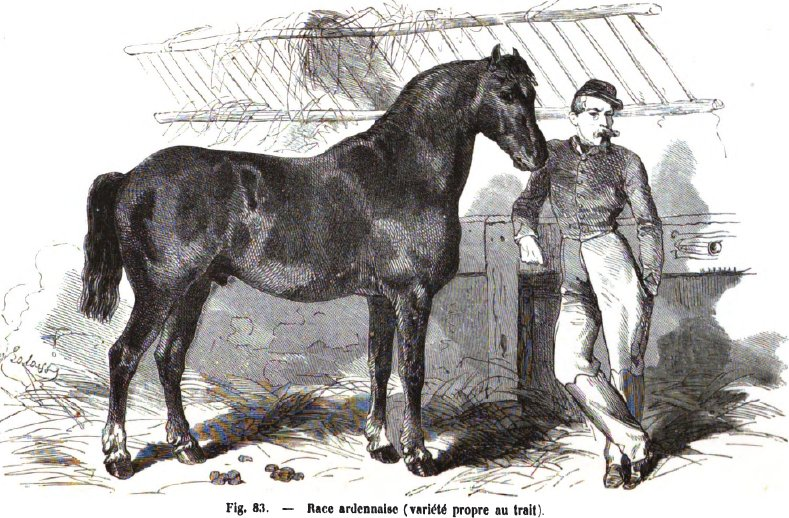
Gravure d'un cheval ardennais de l'ancien type, réalisée en 1861.

L'ancien cheval ardennais de selle disparaît presque totalement des Ardennes françaises au milieu du XIXe siècle, et ne peut être trouvé que dans la province de Namur et au Luxembourg.
La race ardennaise de petite taille est réputée précoce, moins puissante que le cheval de trait mais très courageuse, excellente comme cheval d'artillerie, pouvant être montée et faire un long trajet. Ces chevaux, attelés à une voilure à quatre roues, parcourent 90 kilomètres en un jour et recommencent le lendemain. Ils sont utilisés par les attelages des médecins dans la province de Liège, et même comme montures ou comme carrossiers de prestige. Malgré leurs qualités de rusticité, ils se voient souvent reprocher leur morphologie peu élégante : taille trop réduite, encolure trop courte et trop épaisse, tête trop grosse et garrot trop peu sorti, ce qui pousse les administrations des haras à exiger des croisements avec le Pur-sang, race alors devenue très populaire, et à établir des stations d'étalons anglais en Belgique,. Les éleveurs sont très réticents à opérer ces croisements avec leurs juments, malgré les fortes primes proposées,. Quelques zootechniciens s'opposent fermement à ce qu'ils voient comme l'« anéantissement des caractères distinctifs de la race ».
En 1861, selon le journal des cultivateurs édité à Bruxelles, les Ardennais ont « considérablement regagné en taille et en conformation », grâce à deux règlements provinciaux édités en Belgique et au Luxembourg en 1847 et 1855, « qui furent judicieusement appliqués ». Ils ont « la tête plus légère et mieux attachée qu'autrefois, moins chargée en ganache, avec une auge moins empâtée, une encolure plus longue et plus flexible qui les rend plus maniables, un garrot mieux ressorti, un avant plus relevé, une croupe moins avalée et des jarrets moins coudés ». Les allures sont « plus souples que celles de son ancêtre, le cheval est plus solide, rapide et vigoureux, sa taille et son poids ont augmenté grâce à une nourriture plus abondante, et la race retrouve l'antique renommée » qui lui vaut d'être très prisée par des éleveurs français et allemands, venus les acheter en Belgique et au Luxembourg.
Selon les zootechniciens français, dans les Ardennes belges, le Brabant, la Hesbaye et le Condroz, les chevaux atteignent une haute taille, qui est beaucoup moins élevée dans les arrondissements de Rethel et de Vouziers, centre de production des chevaux ardennais communs en France, dont la population est assez restreinte. Ces chevaux sont caractérisés par un front large (brachycéphalie), des arcades orbitaires saillantes, un chanfrein fortement déprimé, des ganaches écartées et fortes, une tête courte. Ils ne diffèrent en rien des chevaux bretons, leurs qualités étant toutes morales. Les partisans du croisement tentent d'introduire des étalons percherons et de donner les juments ardennaises aux gros étalons rouleurs du Luxembourg qui franchissent la frontière. Les tentatives échouent. Un dépôt d'étalons de l'administration des haras qui avait été établi à Charleville est supprimé.

#### Formation de la race de trait

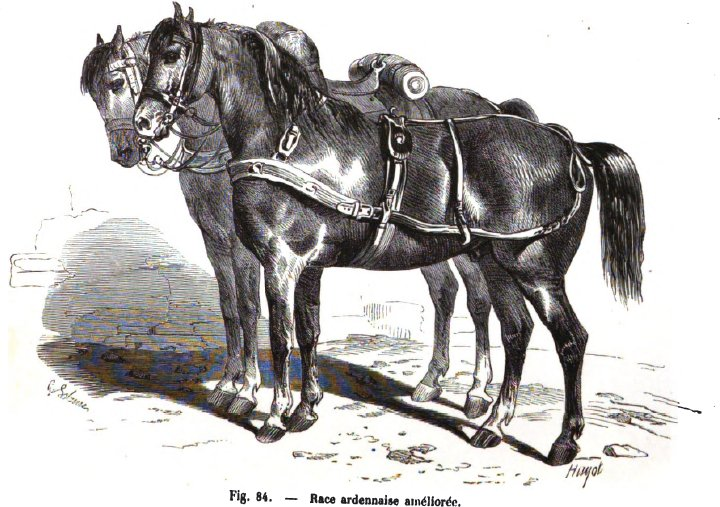
Gravure d'un cheval Ardennais amélioré en 1861.

La période qui suit les années 1850 est favorable au cheval de gros trait. Les éleveurs ardennais, français comme belges, croisent leurs animaux avec des étalons flamands et belges, puis des percherons. L'Ardennais de cette époque ne ressemble plus du tout à celui des vingt dernières années du XVIIIe siècle. En 1862, en France, le Percheron, le Breton, le cheval du Condroz - ou double ardennais - ainsi que l'Ardennais proprement dit sont décrits comme les meilleurs chevaux de trait du pays. Le double ardennais possède des qualités propres de tractionneur et de trotteur, réputé comme limonier pour l'artillerie bien que « peu élégant », il a l'avantage de « ne pas exiger une ration d'avoine aussi forte qu'un Percheron »,.
En Belgique, une première « Société mutuelle pour l'élevage du cheval ardennais » est constituée à Neufchâteau en 1841. Elle réussit à exporter le cheval ardennais dans de nombreux pays. L'élevage de l'Ardennais de trait devient florissant à la fin du XIXe siècle, quand sa morphologie est entièrement « adaptée » aux exigences de l'agriculture et des travaux forestiers. Pour cela, il est croisé avec des étalons de gros trait belges qui augmentent sa taille et sont souvent accusés d'avoir amoindri ses qualités de rusticité. Le cheval ardennais de l'ancien type disparaît des haras belges entre 1880 et 1890, faute de primes encourageant les éleveurs à le produire. La race du trait belge est créée en 1886 par la fusion de trois souches de chevaux de trait régionales belges : le Brabançon, le cheval flamand et le cheval ardennais belge. En France, le haras national de Montier-en-Der, créé en 1806, devient un important centre d'élevage du cheval ardennais. Les quatre premiers étalons ardennais nationaux intégrèrent ce haras en 1887 et permettent de constituer la jumenterie française à l'origine des « ardennais français ».
Au cours du XIXe siècle, de nouvelles machines améliorent les techniques agricoles et entraînent un agrandissement important des surfaces cultivées. L'amélioration des rendements et des techniques agricoles ; l'industrialisation à partir de 1850, transforment les fermes familiales en exploitations. À la fin du XIXe siècle, l'ardennais est croisé avec le Percheron, le Trait belge, le Pur-sang et le Trait du Nord, afin de le rendre plus léger et de l'adapter aux nouvelles exigences de l'agriculture et des travaux forestiers. Ces croisements se poursuivent jusqu'à la Première Guerre mondiale. Ils entraînent une augmentation de la taille de la race, qui devient plus osseuse, plus étoffée, plus puissante, et donc plus susceptible de travailler les terres lourdes des grandes exploitations de l'Est de la France.
Le premier stud-book français de la race ardennaise date du 17 février 1908. Il est créé par la société hippique des Ardennes, un regroupement de syndicats d'élevage régionaux. Au début des années 1930, ces chevaux atteignent l'apogée de leur développement physique. L'Ardennais est alors souvent décrit comme un « laboureur-né » avec l'encolure dans l'alignement de son dos, voire plus basse, et un museau rasant le sol. Il est entièrement bâti pour la traction et cette conformation lui permet de déplacer des poids énormes sur de courtes distances.

#### De 1914 aux années 1950

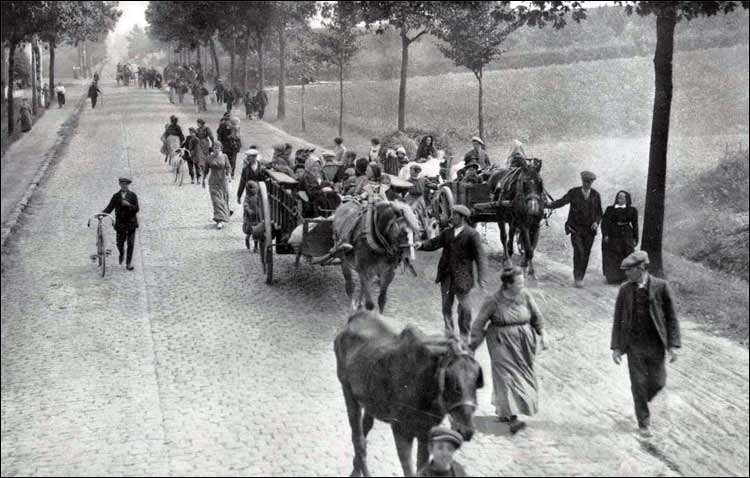
Réfugiés belges avec leurs chevaux de trait lors de la Première Guerre mondiale.

Pendant la Première Guerre mondiale, l'Ardennais de trait est très demandé pour tirer les chariots d'artillerie,. Son calme et sa tolérance aux travaux difficiles, combinés à sa nature active et flexible, en font un cheval idéal pour cette tâche. Son élevage est valorisé : lorsque les Allemands établissent leur Commission pour l'obtention de chevaux en octobre 1914 afin de capturer les chevaux belges, il est spécifié que les Ardennais font partie de l'une des deux races les plus importantes, l'autre étant le trait belge. Les Allemands s’avèrent incapables de s'approprier les chevaux de la famille royale belge qui sont évacués à temps, mais ils capturent assez de bêtes pour perturber les programmes agricoles et d'élevage du pays. Les chevaux utilisés pour le transport de biens sont également capturés, ce qui provoque une crise d'approvisionnement de combustibles l'hiver suivant, faute de chevaux pour transporter le charbon. Les Allemands revendent plus tard certains de ces chevaux aux enchères. Empêchés par les Alliés d'importer des montures, les Allemands se retrouvent à court de chevaux vers la fin de la guerre. Le transport de leur matériel et leur approvisionnement s'en trouvent affectés, ce qui contribue grandement à leur défaite.
La Première Guerre mondiale, qui se déroule en grande partie dans le berceau d'élevage de la race, a des conséquences catastrophiques pour l'élevage franco-belge. L'administration française des haras favorise une relance en race pure, et croise les étalons ardennais restants avec des juments indigènes qui ont « conservé les qualités ancestrales de la race : rusticité, sobriété, douceur et énergie ». En Belgique, la même démarche est mise en place mais les éleveurs luttent contre des projets de croisements.
L'ardennais reste un cheval d'artillerie et de transport de matériaux jusqu'à la Seconde Guerre mondiale. Comme cheval de selle, les demi-sang lui sont préférés. Malgré le développement de la motorisation, notamment dans les grandes villes, l'Ardennais demeure largement employé durant l'entre-deux-guerres, aussi bien par les brasseries, les boulangeries, que pour le charbonnage ou le débardage. En 1926, la société belge du cheval de trait ardennais est créée pour défendre la race face au développement des moteurs. Le stud-book de l'ardennais belge reste confondu avec ceux du Brabançon et du cheval des Flandres sous le nom de « trait belge » jusqu'en 1935, date où les éleveurs d'Ardennais belges s'en séparent en créant la « société royale du cheval de trait ardennais ». En 1929, en France, le haras national de Montier-en-Der compte 127 étalons reproducteurs, tous de race ardennaise.
Pendant la Seconde Guerre mondiale, le cheval est très peu employé par les armées, car il a prouvé ses limites face aux engins motorisés. Par contre, les stocks de carburants disponibles sont réquisitionnés, le cheval de trait reste indispensable au transport comme aux travaux des champs. Il est très demandé jusqu'à la reddition des allemands en 1945. En 1946, les agriculteurs ardennais manquent de chevaux pour effectuer leurs travaux. L'élevage équin se reconstitue, mais la motorisation de l'agriculture s'intensifie à la même époque, signant la fin de la traction hippomobile.

### Fin de l'utilisation au travail

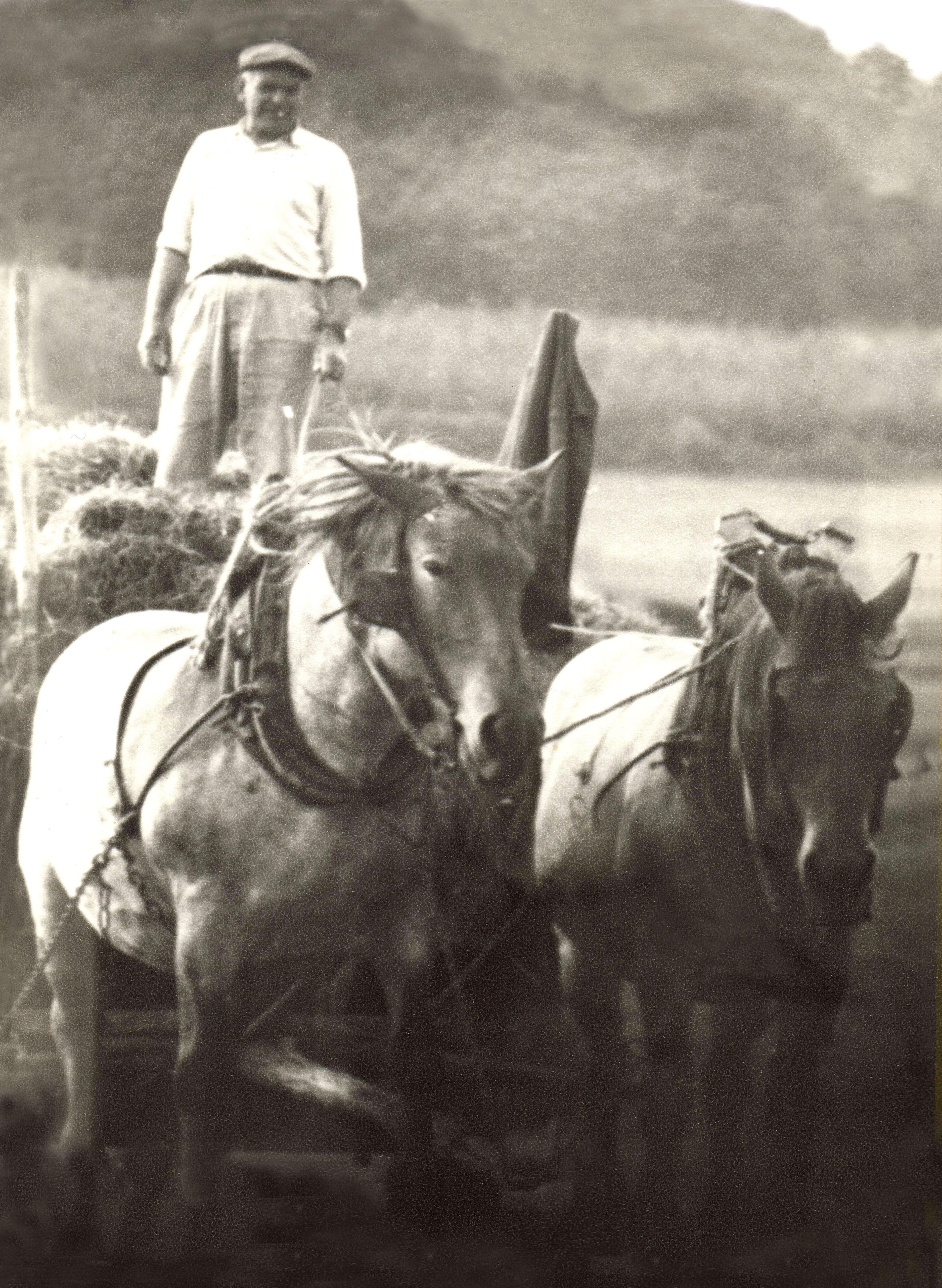
Jean et ses chevaux ardennais lors de la fenaison du mois de juillet 1972 à Forrières.

La commercialisation à grande échelle du tracteur agricole et de la moissonneuse-batteuse commence vers 1945. Une jument ardennaise de bonne qualité est alors vendue 110 000 anciens francs et un petit tracteur à pétrole 100 000 anciens francs. La très forte demande en tracteurs multiplie ce prix par dix en dix ans. L'enrichissement des agriculteurs durant les Trente Glorieuses leur permet de s'équiper massivement de machines,. La race ardennaise est de plus en plus délaissée. Le déclin de l'élevage est palpable dès le début des années 1950. C'est surtout dans les années 1960 que l'on assiste à un effondrement des effectifs de chevaux de trait, sans qu'une entreprise de sauvegarde ne se mette en route. Selon la revue Élevage ardennais de 1952, il semble que le Sud de la région soit plus propice à l'abandon du cheval que le Nord, en raison du relief et de la taille plus réduite des exploitations. Les effectifs d'étalon nationaux ardennais français déclinent après la Seconde Guerre mondiale, si bien qu'en 1980, il ne reste que 35 étalons dont 15 de trait sur le site du haras national de Montier-en-Der.
Des concours de race à vocation agricole continuent néanmoins à être organisés dans la région ardennaise. En 1956, 110 chevaux défilent au concours des Ardennes. Le 23 mars 1966, L’Union mentionne que le concours départemental d’élevage rassemble pour la première fois des chevaux de trait. En 1968, les Soviétiques s'intéressent au cheval ardennais en vue d'une importation, mais la race est alors en très net déclin dans toute sa région d'origine. Un marché temporaire s'ouvre en Inde dans les années 1980, des camions de chevaux ardennais partent pour l'usage militaire.

### Relance bouchère des années 1970 à 1980

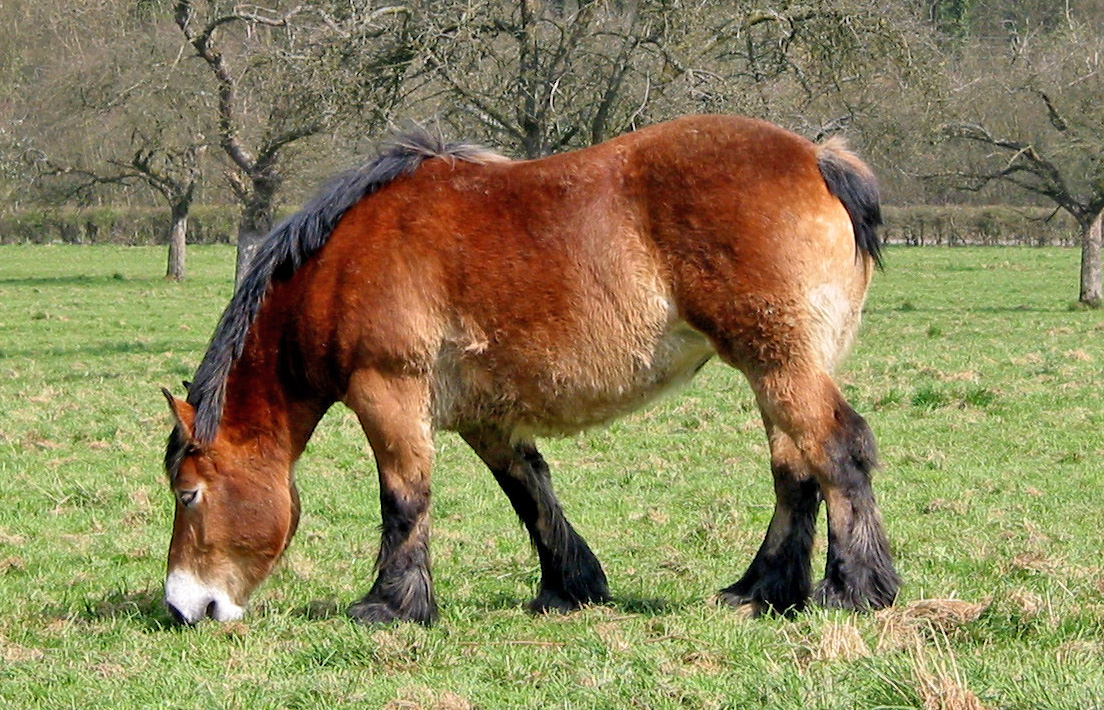
Cheval ardennais lourd et amputé de sa queue. Ce modèle est recherché pour la production de viande.

Au début des années 1970, les effectifs de chevaux de trait ont très fortement baissé dans la plupart des pays où ils étaient utilisés, dont la Belgique et la France. À la même époque, Henri Blanc est nommé à la direction des haras nationaux français. Il organise la reconversion des neuf races de chevaux de trait françaises en animaux de boucherie. Jusqu'en 1982, il freine les importations de viande et finance une recherche de l'INRA sur l'engraissement des poulains de trait. Il encourage les éleveurs français, qui ne trouvent plus d'acheteurs pour leurs animaux, à engraisser ceux-ci pour les revendre au poids aux abattoirs. L'hippophagie assure, paradoxalement, une partie de la sauvegarde de l'Ardennais français en gardant son capital génétique intact, mais aussi en transformant le modèle des animaux, autrefois taillés pour le travail, en celui de « bêtes à viande ». Un arrêté du 24 août 1976, paru dans le journal officiel de la République française, renomme toutes les races de « chevaux de trait » françaises en « chevaux lourds », pour inciter les éleveurs à sélectionner des étalons reproducteurs les plus lourds possibles. Les haras nationaux achètent et approuvent des étalons lourds destinés être croisés à des juments lourdes, pour donner naissance à des poulains qui engraissent rapidement. Ces derniers sont abattus vers l'âge de 18 mois pour produire de la viande. Entre le milieu du XXe siècle et les années 1980, le poids moyen d'un cheval ardennais passe ainsi d'une moyenne de 600 à 800 kg à une moyenne de 700 à 1 000 kg, voire davantage.
Le marché de la viande de cheval ne suit pas. Les éleveurs français sont dépassés par les importations de chevaux à bas prix venus du continent américain et d'Europe de l'Est. Les effectifs de la plupart des races de chevaux de trait continuent à baisser jusqu'en 1994. En Belgique, comme en France, la race ardennaise est alourdie pour la production de viande à destination de pays hippophages.

### Renouveau de l'équitation de loisir et de travail

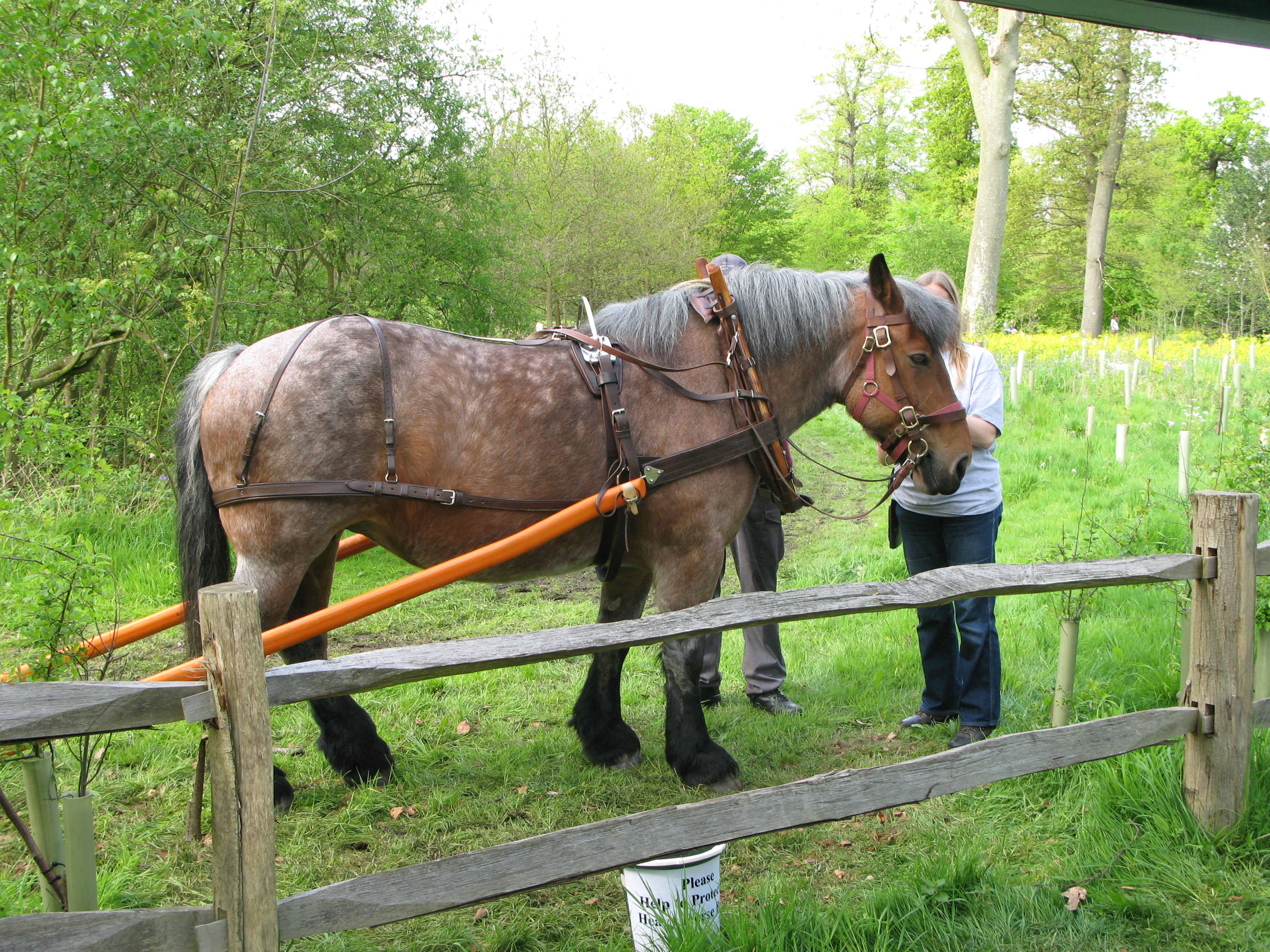
Harnachement d'un Ardennais avant sa mise au travail dans les champs.

Quelques initiatives voient le jour dans les années 1980 pour redonner à l'Ardennais une place de cheval de travail. Le 22 août 1984, une compétition de trait-tract est organisée à Reims entre des Percheron et les Ardennais. En 1985, dix-huit chevaux ardennais sont exportés de Sedan vers le Chili, pour le travail agricole. En 1988, Lucien Grüss choisit quatre poulains ardennais pour monter un spectacle de cirque. En 1989, l'Ardennais est remis au travail dans les champs. Un centre d’insémination artificielle consacré à la race ouvre à Pouru-Saint-Remy. Un an plus tard, un concours de race réunissant les éleveurs de dix départements français est organisé à Vittel.
Au début des années 1990, l'équitation de loisir connait un nouveau souffle tandis que la consommation de viande de cheval chute. L'effondrement du prix de la viande pousse les Haras nationaux français à réorienter les activités liées au cheval de trait. L'Ardennais rencontre un nouvel engouement pour le tourisme rural. Une expérience de débardage avec des Ardennais se met en place à Bondy, en Île-de-France, en 1991. L'intérêt que suscite l'Ardennais en Europe aboutit à la mise en place d'une convention de sauvegarde signée entre les Français et les Belges au haras national de Montier-en-Der, en 1992.
Le 11 mars 1994, le journal officiel de la République française publie un nouvel arrêté redonnant au « cheval lourd » son ancien nom de « cheval de trait ». En 1996, un autre arrêté interdit la caudectomie (coupe de la queue) chez tous les chevaux de trait nés en France. Des éleveurs français s'orientent vers la production d'animaux sportifs destinés aux loisirs ou au travail, que les haras nationaux se mettent de nouveau à acheter. L'Ardennais retrouve une certaine sveltesse dans sa silhouette. De nouvelles manifestations destinées à sauvegarder le cheval de trait voient le jour, telles que la route du Poisson et les parcours de maniabilité ou d'endurance.
Dans le département français des Ardennes, une association pour la relance de l'attelage naît en 1993. Diverses manifestations autour du « cheval du pays » sont organisées, notamment à Signy-l'Abbaye en 1993, à Mouzon en 1995, au Haras national de Montier-en-Der, ou encore à Buzancy en 1997. En France, la mise en place de primes pour les races menacées a participé à la relance de l'élevage : l'Ardennais fait partie des races de chevaux dont les éleveurs peuvent bénéficier de la « Prime aux races menacées d'abandon » (PRME), mise en place en 1997, d'un montant de 100 à 150 € en 2004.
La commune de Villiers-sur-Suize est la première en Champagne-Ardenne à utiliser un cheval de trait ardennais pour des travaux légers. Une jument nationale ardennaise, Quadrille*HN, a acquis une certaine popularité depuis 2007 où elle effectue avec son meneur, Charles Ludwig, divers travaux d'intérêt général dans la commune alsacienne de Lampertheim.

## Description

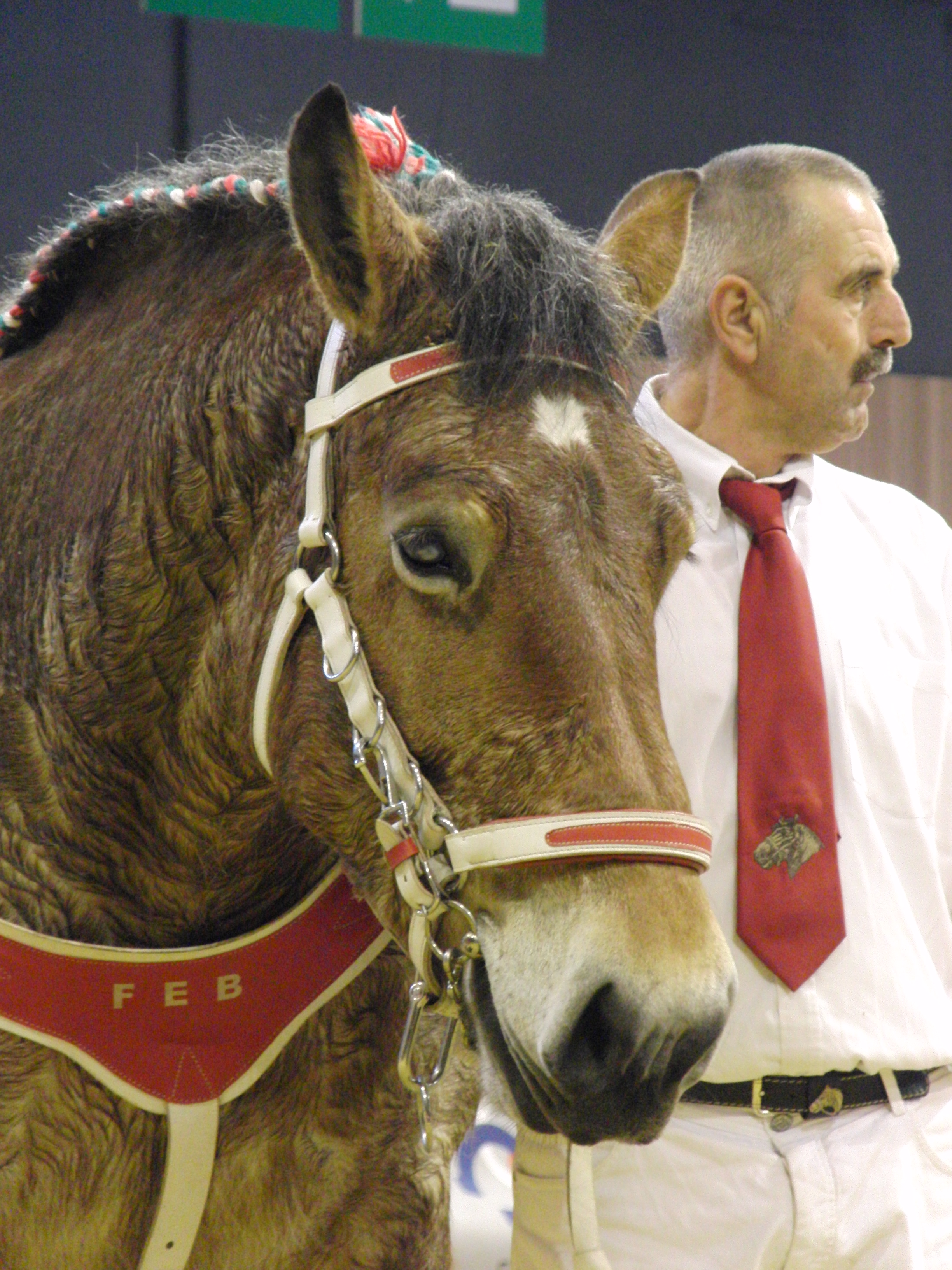
Tête d'un Ardennais bai, avec une étoile en tête, et une décoloration pangarée typique de la race.

L'Ardennais est décrit comme « l'un des meilleurs chevaux lourds du monde ». Son standard est défini par les sociétés de stud-book belges, français et luxembourgeois. Ces standards sont très proches les uns des autres, et s'accordent pour définir le cheval idéal comme compact, trapu et près de terre, de type bréviligne, néanmoins distingué et harmonieux.

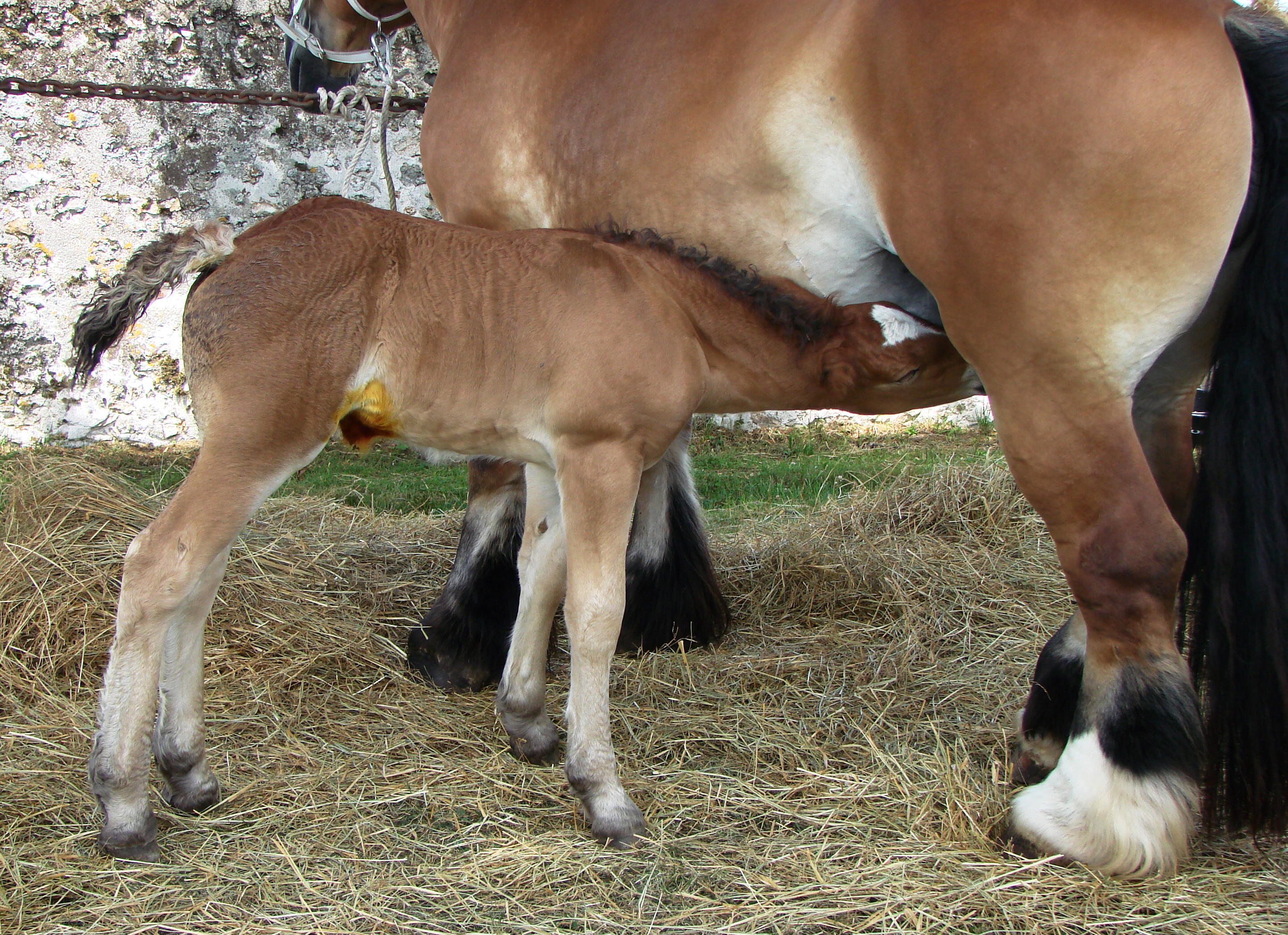
Poulain ardennais tétant sa mère.

### Standard morphologique

#### Taille et poids
Le poids d'un poulain ardennais à la naissance est de 50  à   80 kg. Comme tous les poulains de trait, il grandit et grossit très rapidement. À l'âge adulte, en fonction de sa destination, il peut peser de 700  à   1 000 kg, voire plus,.
La taille minimum exigée par le standard français de la race est de 1,54 m pour les étalons, et 1,52 m pour les juments. Dans les années 1980, l'Ardennais dépassait rarement 1,55 m au garrot, et pesait 500  à   600 kg s'il n'était pas destiné à la boucherie. La taille moyenne des chevaux français varie de 1,60  à   1,65 m au début du XXIe siècle, soit environ 1,60 m pour les femelles et 1,62 m pour les mâles. Le standard belge a des exigences de taille différentes : le cheval ne doit pas dépasser 1,62 m pour les étalons, et 1,60 m pour les juments. De fait, la taille moyenne enregistrée pour les Ardennais belges est de 1,55 m pour les femelles, et 1,58 m pour les mâles, pour un poids moyen respectif de 600  et   700 kg.

#### Tête
La tête est expressive, parfois un peu longue, au profil camus (concave) ou rectiligne, avec des orbites légèrement saillantes, un front déprimé ou plat, un gros œil expressif. Les oreilles, de petite taille, sont pointées en avant. Les naseaux sont larges et bien ouverts,,.

#### Avant-main, corps et arrière-main

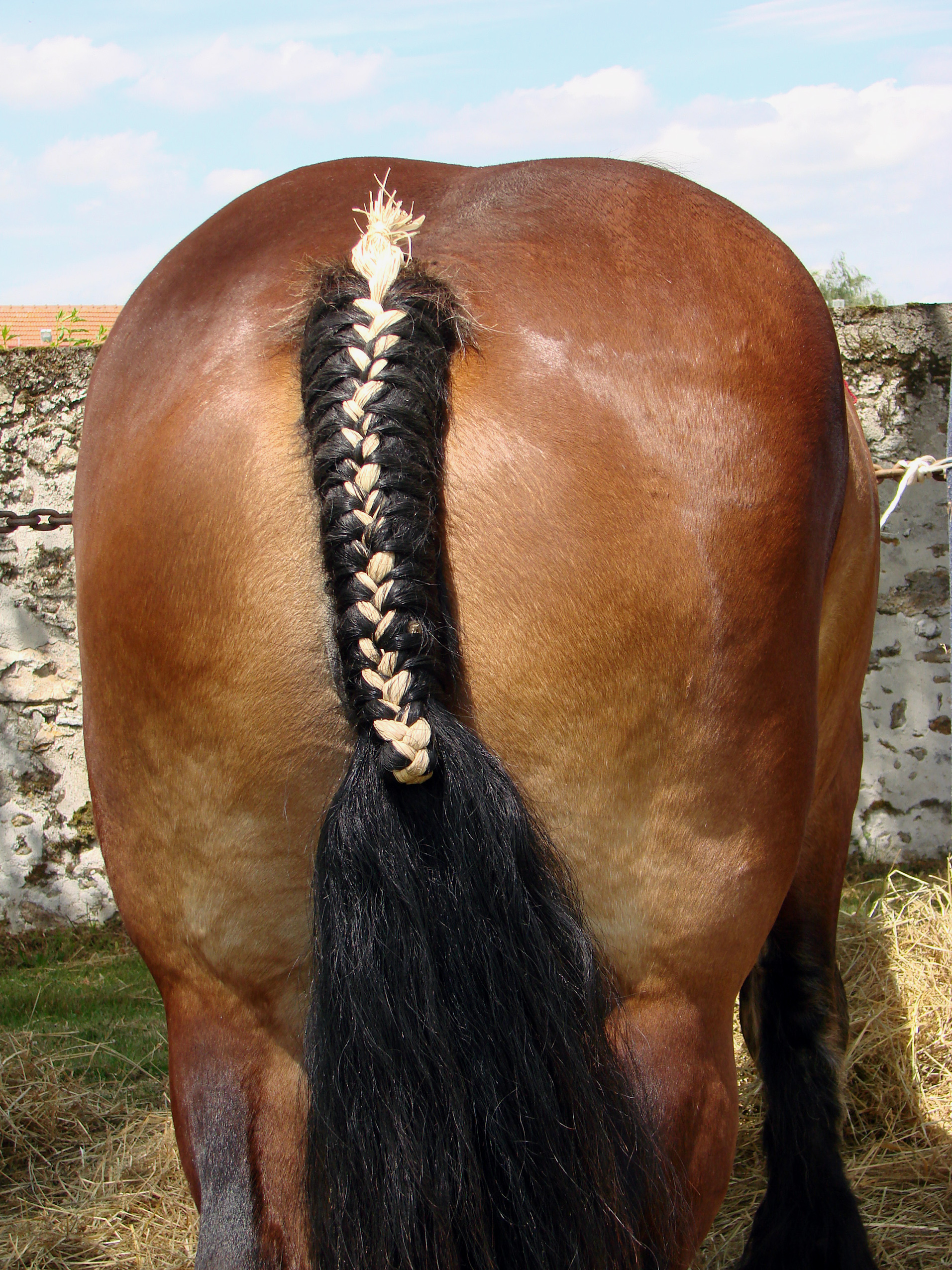
Détail sur la croupe double de l'ardennais. La caudectomie (coupe de la queue) est désormais interdite en France et en Belgique.

L'encolure est moyennement longue mais bien greffée, généralement rouée (dite aussi en col de cygne),, et avec une crinière bien fournie,,. La poitrine est profonde et ample, le poitrail profond, les épaules très robustes, le dos plutôt court, le corps moyennement gros,. Les membres courts lui donnent un aspect ramassé. Le rein est fortement musclé, la croupe généralement double, avec des hanches suffisamment larges, des fesses, des cuisses et des jambes très musclées,,,.

#### Membres

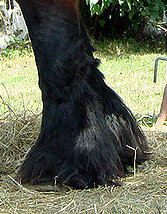
Fanons d'un étalon ardennais.

Les membres doivent être secs et sains, avec des tendons détachés, des articulations basses et larges, de bons pieds, larges et à la corne saine, et des aplombs corrects. Les membres malsains et déficients sont à proscrire. Les fanons sont bien fournis,,.

### Robes

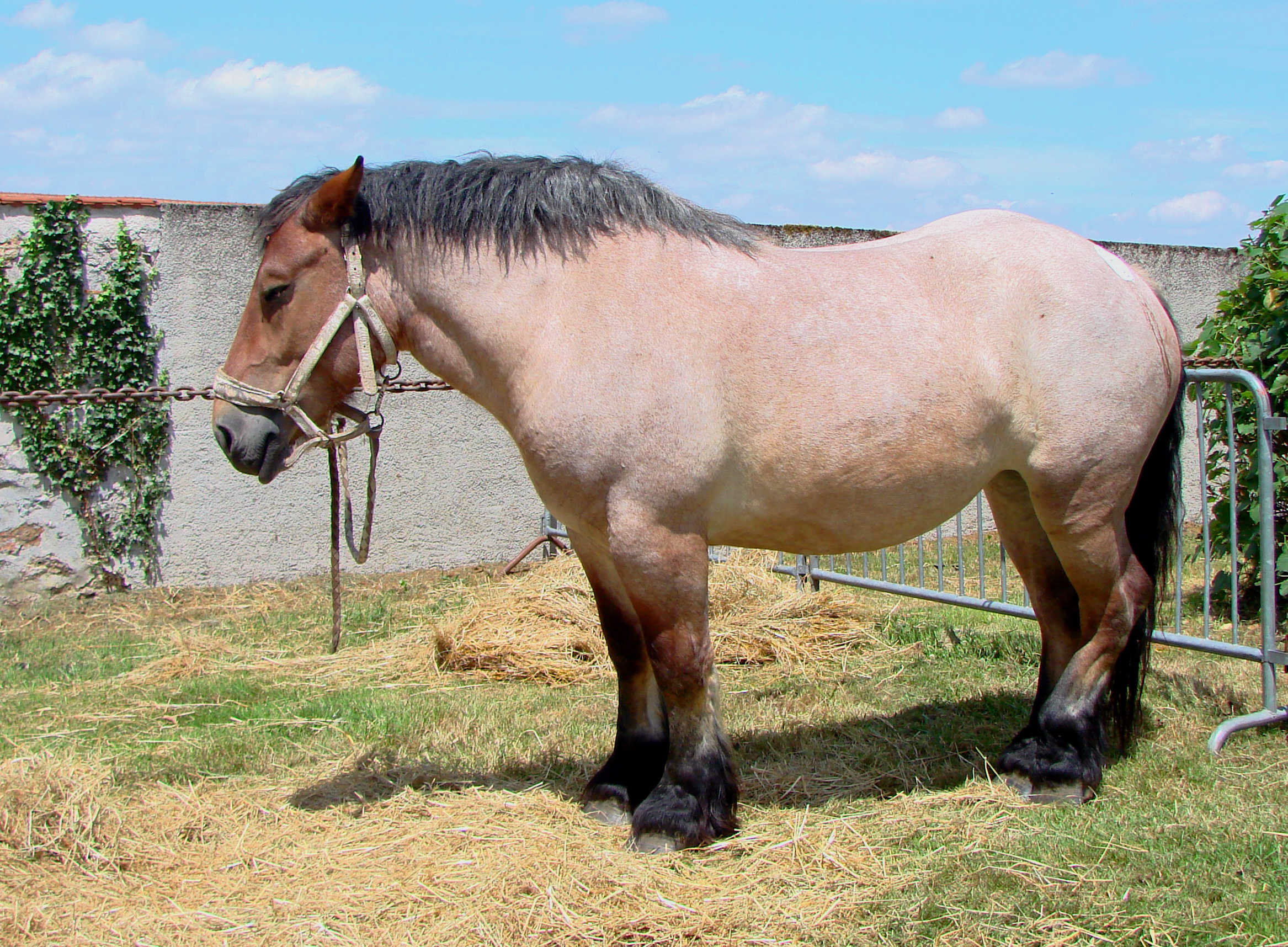
Cheval ardennais rouan, endormi debout.

Les robes les plus courantes chez l'Ardennais sont le bai et le rouan,,, souvent pangaré, c’est-à-dire avec le bout du nez, le contour des yeux, l'intérieur des jambes et le ventre d'une teinte plus claire ou légèrement gris. L'alezan, le gris fer, l'aubère et l'isabelle sont éventuellement admis. Le bai brun très foncé peut être toléré, mais toutes les autres robes sont exclues,,. D'après les données collectées pour DAD-IS en Belgique, 64 % des sujets sont bais, 25 % sont rouans et 6 %, alezans.
Un poulain blanc, Very White, est né fin mai 2009 à Lachambre, de la jument ardennaise Majestée du Vallon. D'après la représentante du Haras national de Rosière-aux-Salines Nathalie Alliot, « c’est une première pour cette race ».

### Tempérament, entretien et allures

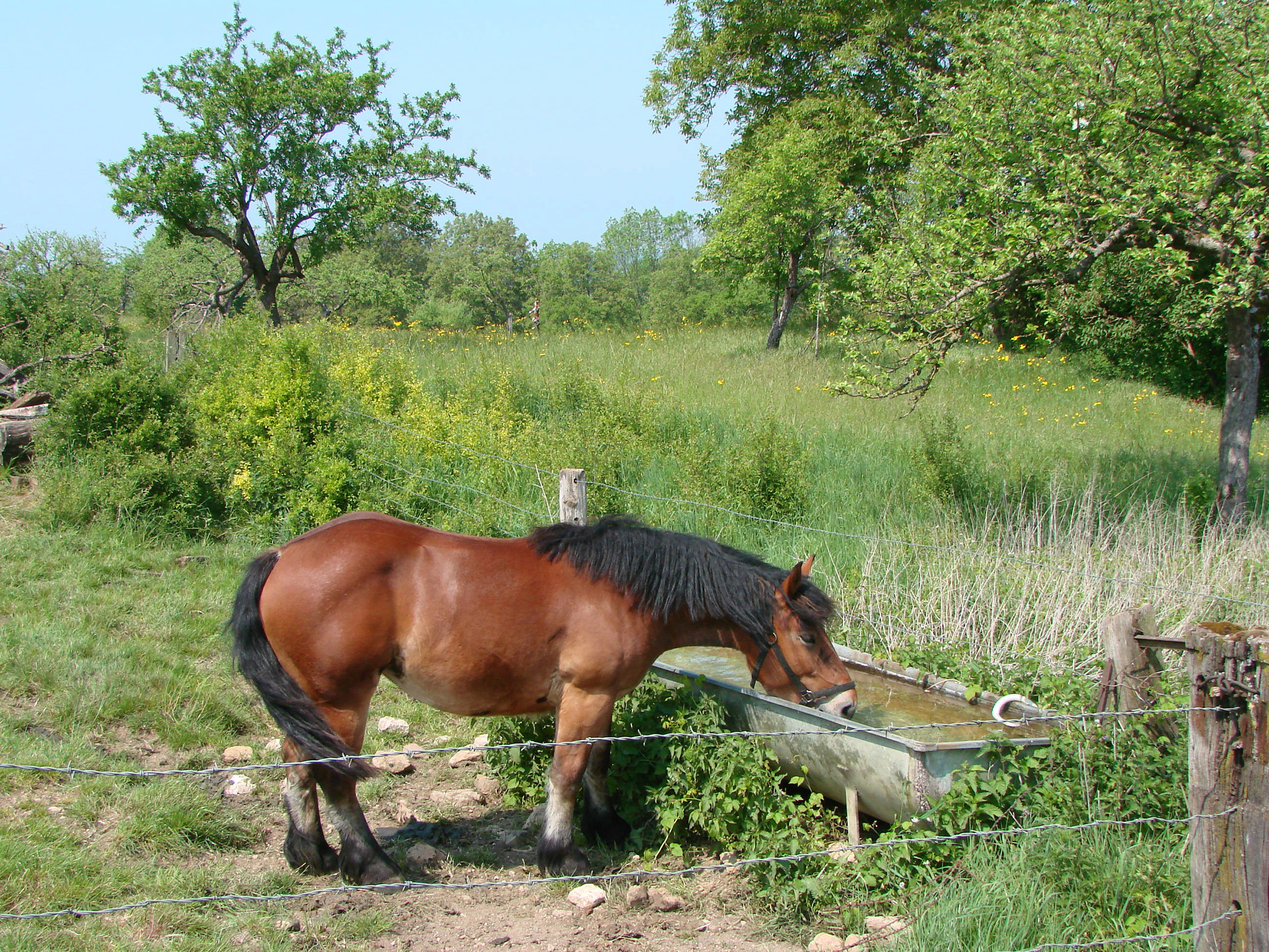
Jument ardennaise au pré.

Les chevaux ardennais possèdent le plus souvent un caractère très doux, et peuvent être menés sans problème par un enfant. Coopératifs et rustiques mais néanmoins énergiques, ils sont dociles,. Ils doivent posséder des allures correctes, actives et assez détendues.
Habitués aux conditions climatiques rudes de leur moyenne montagne d'origine, les Ardennais apprécient de vivre au plein air toute l'année. Un abri leur suffit pour se protéger des intempéries. S'il n'est pas mis au travail, un animal adulte réclame 60 ares de prairies l'été afin de se nourrir. S'il est laissé à l'écurie, l'ardennais mange environ 12 kg de foin par jour, auxquels il faut ajouter régulièrement les 10  à   15 kg de paille qui composent sa litière. S'il est mis au travail, il doit recevoir une nourriture complémentaire, généralement composée de rations d'avoine et de granulés. Comme tout cheval, il réclame une vermifugation trois fois par an, les vaccinations obligatoires contre la grippe et le tétanos, et le soin de ses pieds, par parage s'il reste au pré et par ferrage, s'il travaille.
L'Ardennais belge a fait l'objet d'une étude visant à déterminer la présence de la mutation du gène DMRT3 à l'origine des allures supplémentaires : l'étude de 39 sujets a permis de confirmer l'absence de cette mutation chez tous les chevaux testés, ainsi que l'absence de chevaux présentant des allures supplémentaires parmi les sujets de la race. 

### Sélection

#### En Belgique
En Belgique, le standard de la race a été défini en 1948, et révisé en 2004. La race ardennaise belge est gérée dans le stud-book du cheval de trait ardennais sous la responsabilité de la société royale du cheval de trait ardennais, qui se donne pour premier but d'« assurer la pérennité de la race ardennaise ».
Le but des éleveurs belges est de revenir vers un cheval de type carrossier comme il en existait vers 1900, en redonnant de la légèreté, de l'influx nerveux et de belles allures aux chevaux ardennais afin de produire un animal apte à l'attelage sportif et de loisir. Ils suivent pour cela un programme de croisements visant à croiser progressivement la race avec l'Arabe. Plus récemment, des juments ardennaises ont été croisées avec des Cobs normands. Les poulains obtenus se reproduisent avec des Ardennais purs pour donner naissance à des chevaux de seconde génération directement inscriptibles dans le livre généalogique de la race ardennaise en Belgique. La région wallonne distribue des primes d'élevage pour la relance des races menacées à chaque naissance d'un poulain ardennais, ainsi que des subventions annuelles.

#### En France

Logo de l'union des éleveurs de chevaux de la race ardennaise.

L'union des éleveurs de chevaux de la race ardennaise (UECRA) est l'association nationale officielle de la race en France, par arrêté du 23 avril 2003 au Journal officiel de la République française. Elle a vocation à regrouper les éleveurs, siéger à la commission du stud-book, gérer la politique d'amélioration de la race, et bien sûr, la promouvoir. Le règlement d'élevage a été créé en collaboration avec ce syndicat. Seuls les animaux inscrits dans le stud-book sont admis à porter l'appellation d'« Ardennais ». Les inscriptions se font au titre de l'ascendance, c'est-à-dire à titre initial, pour les chevaux âgés de plus de deux ans si trois de leurs grands-parents sur quatre sont des Ardennais. Les étalons reproducteurs de race trait belge, Auxois et trait du Nord peuvent être inscrits comme « Reproducteurs Facteur de Trait Ardennais », après examen par une commission nationale d’approbation.

#### Aratel
L'Aratel est une race de croisement demi-sang issue de l'ardennais, créée en Belgique pour l'attelage. Il s'agit essentiellement de croisements entre des chevaux de sang et des ardennais. Le nom de la race est d'ailleurs une contraction d'ardennais (Ar) et d'attelage (Atel). Elle possède son propre stud-book, différent de celui de l'Ardennais. Le croisement est réalisé le plus souvent entre un Ardennais et un cheval arabe, parfois entre Ardennais et Cob normand, ou entre Ardennais et Trotteur. Le type (F1, F2 ou F3) donne le pourcentage d'origines non ardennaises chez le cheval issu du croisement : F1 signifie 50 % non ardennais, F2 25 %, et F3 12,5 %. Ce croisement a eu des résultats « assez intéressants ».

## Utilisations
L'Ardennais a vu ses emplois se multiplier avec la révolution industrielle et l'intensification de l'agriculture. L’économie dépendait du cheval de trait pour une foule de travaux (agriculture, transport, armée, mines…). En plus de l'utilisation bien connue et documentée de l'Ardennais dans les mines, l'armée et l'agriculture, ce cheval est employé au halage des péniches le long de la Meuse jusqu'en 1950. L'Ardennais continue, comme beaucoup de chevaux de trait, à être élevé pour sa viande dont la production est le débouché principal de la race. Il est exporté vivant sur le marché japonais. Ce cheval rustique participe à l'entretien de l'espace dans les zones herbagères. D'autres débouchés sont évoqués, tels que les compétitions de trait-tract, qui mettent en valeur la puissance des chevaux de trait devant un traîneau. Le massif ardennais et la Famenne, berceaux de la race, offrent des possibilités touristiques pour redonner au cheval ardennais une place dans l'économie des loisirs, grâce à ses qualités de carrossier.
De nombreux éleveurs se sont spécialisés dans l'élevage et l'éducation des chevaux ardennais à destination des particuliers, des entreprises de débardage ou des services publics, et proposent leurs animaux à la vente. Comme tous les chevaux d'élevage, plus l'Ardennais est acheté jeune et non dressé, moins il coûte cher, l'entretien d'un cheval jusqu'à l'âge adulte et son éducation représentant des investissements pour les éleveurs. La plupart des poulains sevrés, âgés de 6 mois, sont vendus entre 600  et   1 000 € en fonction de leur sexe et de leurs origines. Une pouliche de 2  à   3 ans non débourrée vaut de 1 200  à   2 000 € selon son modèle et ses allures. Pour un animal débourré, il faut compter en moyenne 500 € de plus. Les animaux d'élite, dressés à l'attelage ou champions de modèle et allures par exemple, peuvent valoir 2 500 € ou plus.

### Dans l'agriculture

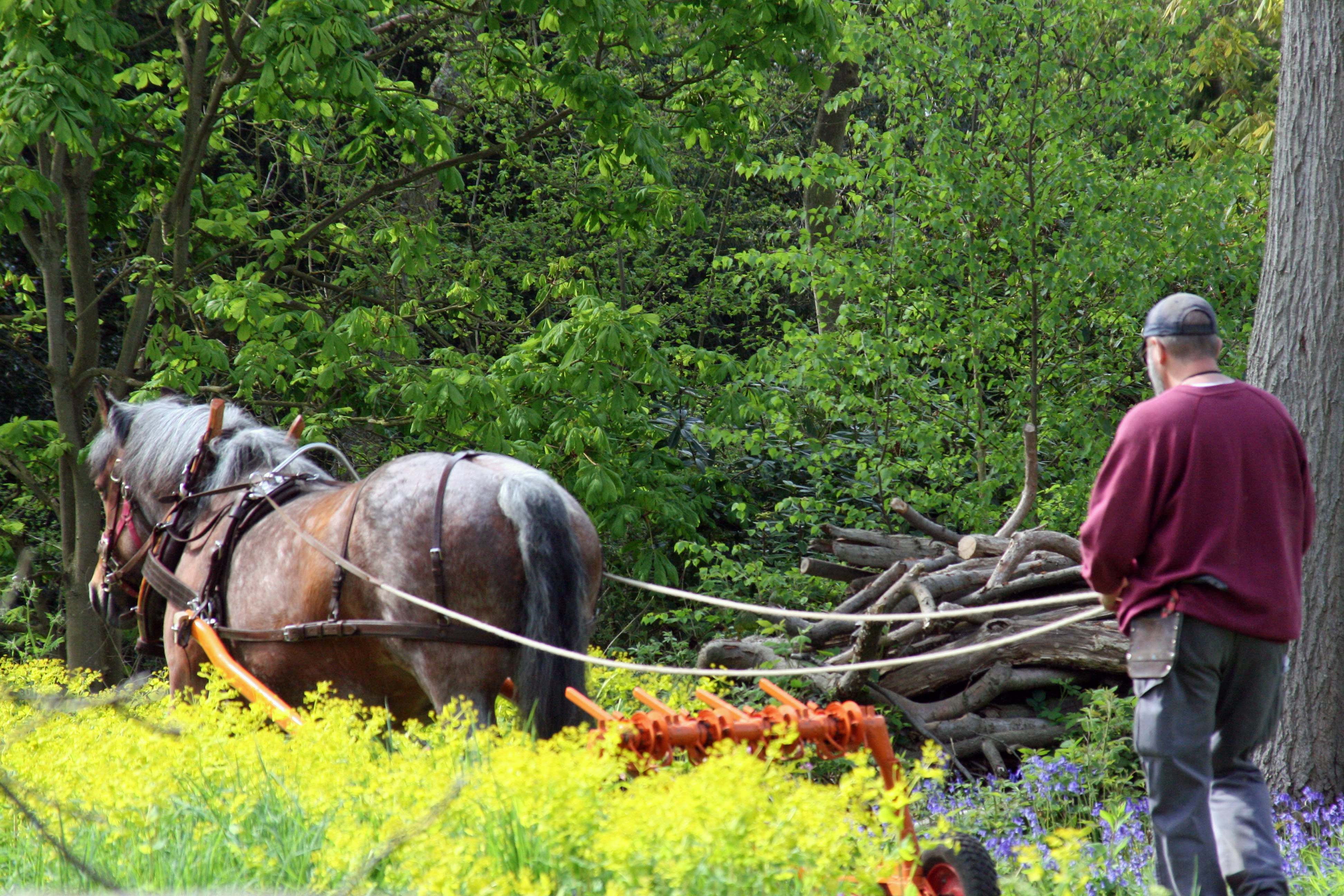
Cheval ardennais au travail agricole.

Jusqu'au début des années 1950, l'Ardennais est un partenaire privilégié des agriculteurs. En Belgique, pendant la plus grande partie du XIXe siècle, il est sélectionné pour sa force dans le but d'être mis à la charrue dans les travaux agricoles. Assez souvent croisé avec des brabançons, tout l’effort de sélection porte sur le développement musculaire d’un cheval conçu pour travailler à pas lents. L'utilisation de l'ardennais pour l'agriculture est pourtant assez courte, car entre la fin des moissons à la faucille dans les années 1880 et la généralisation des moissonneuses-batteuses et des tracteurs dans les années 1960, il ne s'écoule que 80 ans. Cependant, ces chevaux de trait ont permis d'importants progrès en agriculture. La capacité de récupération des Ardennais leur vaut d'être exportés plus au sud, pour effectuer le labour des terres épaisses. Grâce à sa rusticité, la race est très appréciée pour les travaux agricoles en moyenne montagne comme le débardage, le maraîchage et l'entretien des vignes.
Ces chevaux sont parfois employés pour des travaux agricoles comme la fenaison, l'entretien des vignes, le désherbage et le débardage forestier.

### Dans les mines
Durant la révolution industrielle, l'Ardennais est utilisé par l'industrie lourde pour déplacer de grandes charges, et dans les mines où l'utilisation des machines à vapeur et des moteurs à explosion est impossible, car dangereuse en raison de la présence du grisou. Le premier cheval est descendu dans des galeries minières en 1821. L'Ardennais fait partie des races favorites utilisées pour faire rouler les bennes, avec le cheval Trait du Nord. Il actionne les machines à molettes qui remontent le charbon.
Dans la ville belge de Liège, les établissements miniers apprécient les chevaux ardennais de petite taille pour traîner le charbon dans les galeries souterraines, où ils font preuve d'adresse, de force et d'intelligence, malgré l'insalubrité des lieux. Ils sont fréquemment maltraités, mais réputés pour vivre très longtemps. En 1846, un cheval ardennais est remonté d'une houillère où il se trouvait depuis vingt-trois ans, pour cause de vieillesse : « L'animal tomba ébloui par la clarté de la lumière et on dut lui donner la mort que tant de causes de destruction qui l'entouraient et presque un quart de siècle de pénibles labeurs n'avaient pu lui donner ». La constitution de fer de l'ardennais lui permet de résister à des travaux très rudes dans des conditions défavorables.
Avant l'électrification des mines, soit dès la fin du XIXe siècle, la bonne tenue sur le sol de l'« Ardennais du Nord » est appréciée dans les nombreuses mines souterraines du Nord-Pas-de-Calais et de Belgique. Le cheval des mines connait les mêmes conditions de travail difficiles et dangers que les Hommes. Les éleveurs constituent la cavalerie dont l'industrie des mines a besoin. Durant l'âge d'or du cheval de trait, un bon cheval des mines est capable de tirer un convoi pesant 16,8 tonnes, généralement composé de douze berlines pleines, le long de voies ferrées. Les derniers chevaux des mines sont remontés à la fin des années 1960.

### Attelage
La morphologie de l'Ardennais est mieux adaptée à l'attelage qu'au portage d'un cavalier. Les éleveurs belges ont développé des lignées d'animaux spécifiques pour cette activité. L'attelage (de tradition en calèche, d'initiation en centre équestre, ou pour l'entretien et les travaux d'écurie) et le tourisme attelé (en roulotte ou en chariot bâché) représentent le second débouché de la race ardennaise,. La relance des activités de loisir, et en particulier de l'attelage, est pour beaucoup dans la reprise du développement de la race. Il existe de nombreux adeptes du cheval ardennais d'attelage.
Les 25 et 26 octobre 2008, deux chevaux ardennais remportent les deux premières places du championnat de France des meneurs territoriaux organisé à Trouville-sur-Mer, en Normandie, sur 13 villes participantes. L'un de ces deux chevaux, Quadrille* HN, est une jeune jument de quatre ans menée par un cantonnier originaire de Lampertheim en Alsace, Charles Ludwig.

### Débardage

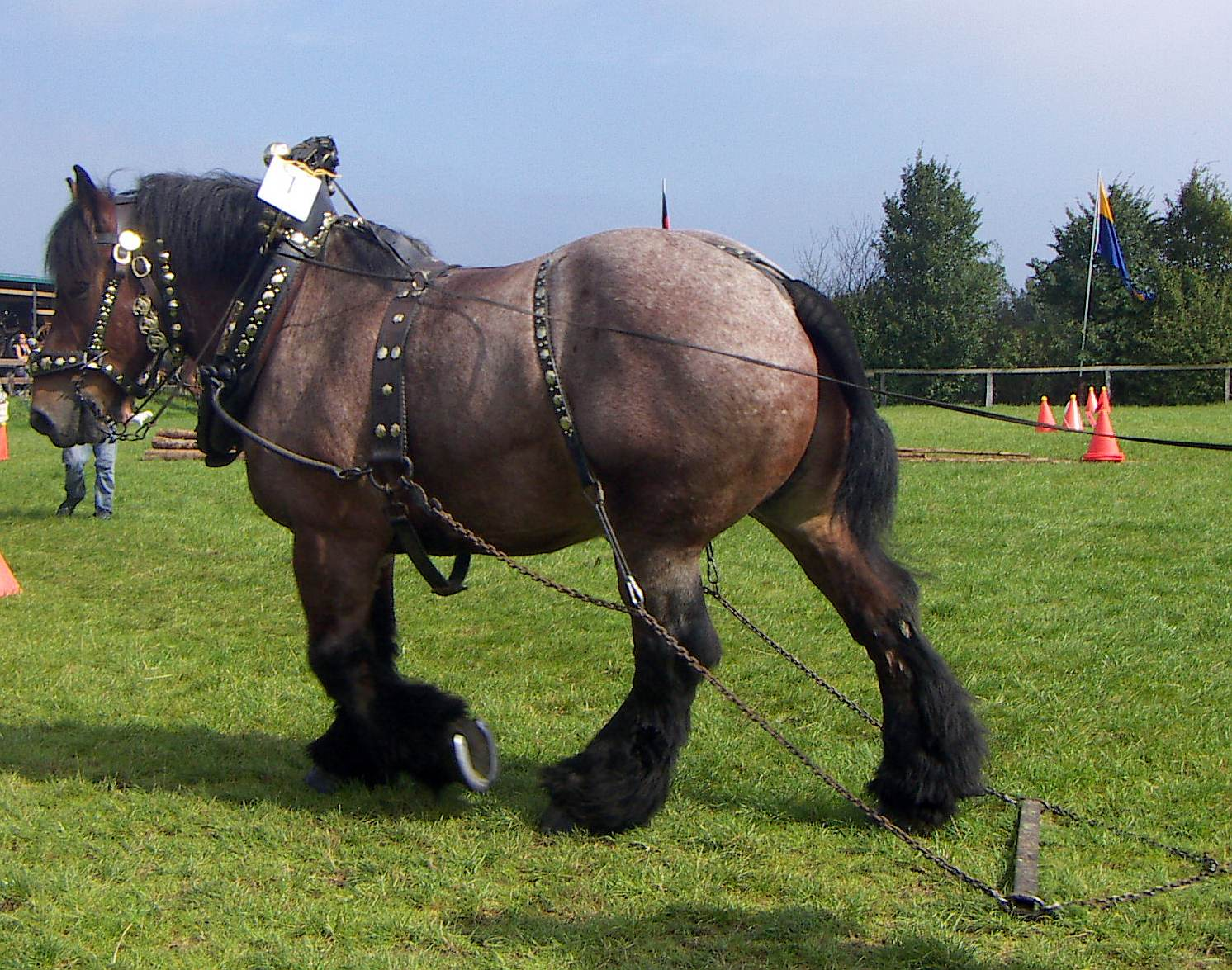
Ardennais en compétition de débardage.

L'Ardennais est une race populaire pour le débardage en forêt. Il a l'avantage d'être écologique. Sa taille relativement réduite lui permet de passer sous les feuillages. La région wallonne compte une centaine de débardeurs qui travaillent avec des chevaux dans les forêts, afin d'ôter les arbres résineux sans abîmer l'environnement. L'Ardennais est adapté au relief de sa région d'origine. Il est considéré comme l'un des meilleurs chevaux de trait pour le débardage en raison d'un excellent rapport entre qualité du travail et rentabilité. Les chevaux ardennais peuvent être conduits au cordon à une seule main, une technique qui permet un travail plus rapide et fonctionnel. Le cheval débardeur bien dressé doit être obéissant, courageux et adroit dans son travail, ce qui permet de débarder entre 20 et 30 m3 par jour en fonction du type de grumes, de la nature du sol, du climat et du relief. Toujours en Belgique, à Libramont, un concours international de traction chevaline rassemble les meilleurs chevaux de débardage dans des épreuves de puissance, d'endurance et d'obéissance, qui sont suivies par des milliers de spectateurs.
En France, cette activité reste marginale, malgré les efforts de quelques passionnés pour la faire connaître. Elle souffre du manque de professionnels formés et de chevaux dressés.

### En croisement
Durant l'âge d'or du cheval de trait, l'Ardennais est considéré comme un améliorateur de races. Il contribue notamment à la formation des races du Comtois, de l'Auxois et du trait du Nord. Ces deux dernières races sont souvent décrites comme des variétés plus grandes de l'Ardennais. Il a également contribué à la formation de la race du Murakosi en Pologne et en Hongrie, et à la régénération des chevaux de trait russe, Boulonnais, et Percheron. Il est exporté en Suède depuis la Belgique dans les années 1870 pour le débardage forestier, et donne naissance à la race de l'ardennais suédois, qui possède son propre stud-book depuis 1901. Les Suédois importent de nombreux étalons belges. Le commerce de ces chevaux est soutenu par le stud-book Ardennais de Pologne, alors principal client des éleveurs suédois. L'ardennais suédois diffère par sa conformation des ardennais français, belges et luxembourgeois.

## Diffusion de l'élevage
Au cours de son histoire, la race ardennaise s'est largement diffusée hors de son berceau d'origine. Elle est reconnue par un stud-book propre dans cinq pays européens : la Belgique, la France, le Luxembourg, la Suède, et la Pologne depuis 2013, pour moins de 364 sujets recensés dans ce dernier pays.
L'évaluation de la FAO publiée en 2007 classe l'Ardennais en « D », soit endangered (« en danger »). Il est cependant considéré par l'étude de l'université d'Uppsala menée pour la FAO (2010) comme une race européenne transfrontière en danger critique d'extinction, alors même que, sur cette période, sa population correspond toujours à la définition de endangered. Par ailleurs, l'ouvrage Equine Science (4e édition de 2012) le classe parmi les races de chevaux de trait peu connues au niveau international.
En Allemagne, seuls dix sujets d'importation sont recensés en 2015, sous le nom d′Ardenner. Au Royaume-Uni, la race est répertoriée sous le nom Ardennes parmi les chevaux d'importation rares. L'Ardennais est présent hors d'Europe, au Chili (sous le nom d′Ardenés), et en Chine.

### Élevage en Belgique

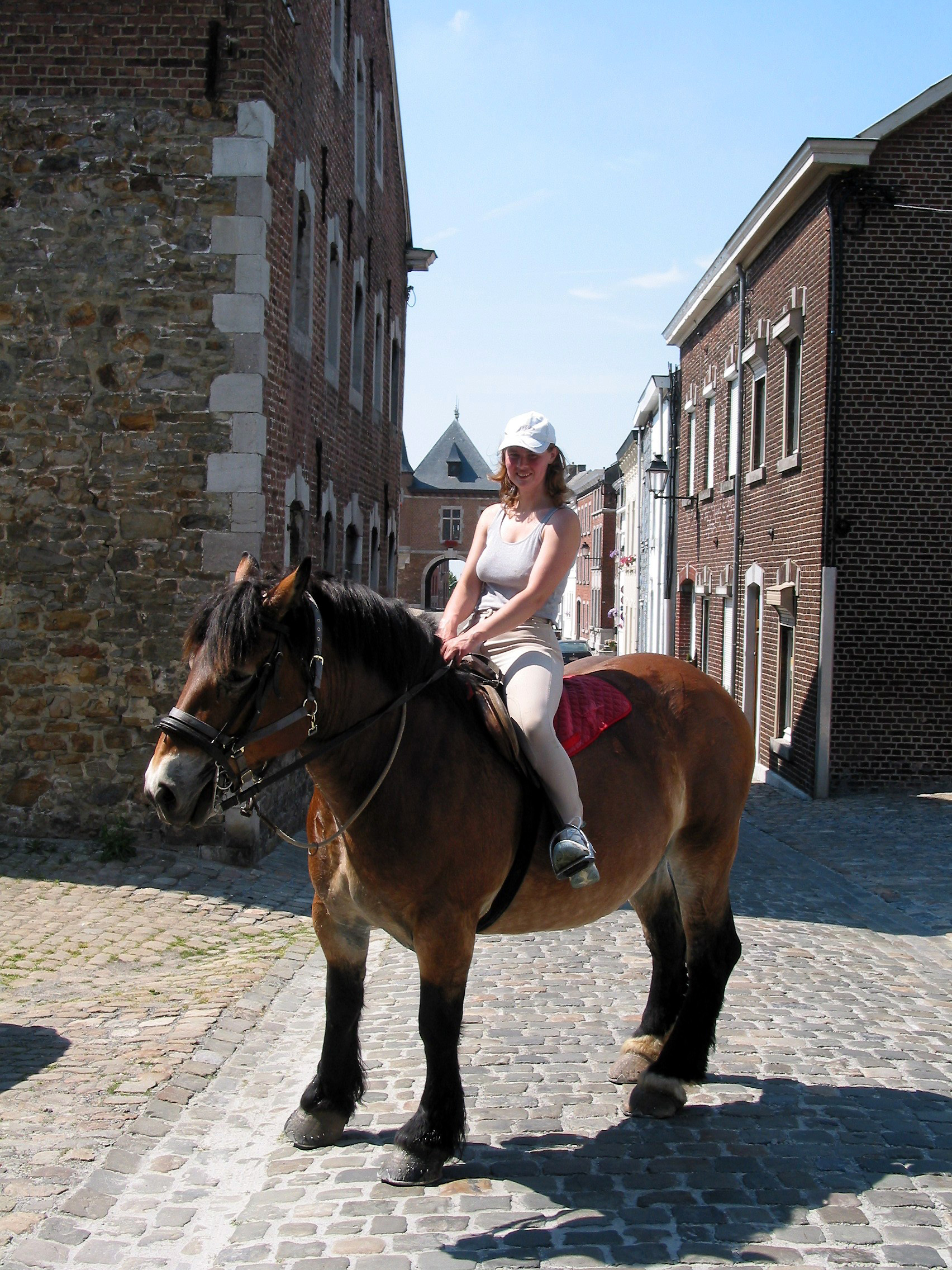
Jeune fille montant un cheval ardennais près de la place de la Halle à Clermont-sur-Berwinne, en Belgique (région wallonne).

Depuis 1927, le « concours général des chevaux de race ardennaise » se tient à Libramont pendant la foire agricole la plus importante d'Europe. Elle réunit plus de 300 chevaux chaque dernier week-end du mois de juillet. La race est surtout élevée dans le Sud et l'Est de la Belgique.
| Année      | 1986           | 1992          | 1994           | 2000  | 2013                 |
| ---------- | -------------- | ------------- | -------------- | ----- | -------------------- |
| Effectifs. | Moins de 2 060 | Environ 1 500 | Moins de 1 065 | 2 300 | Entre 3 000 et 5 200 |

### Élevage en France

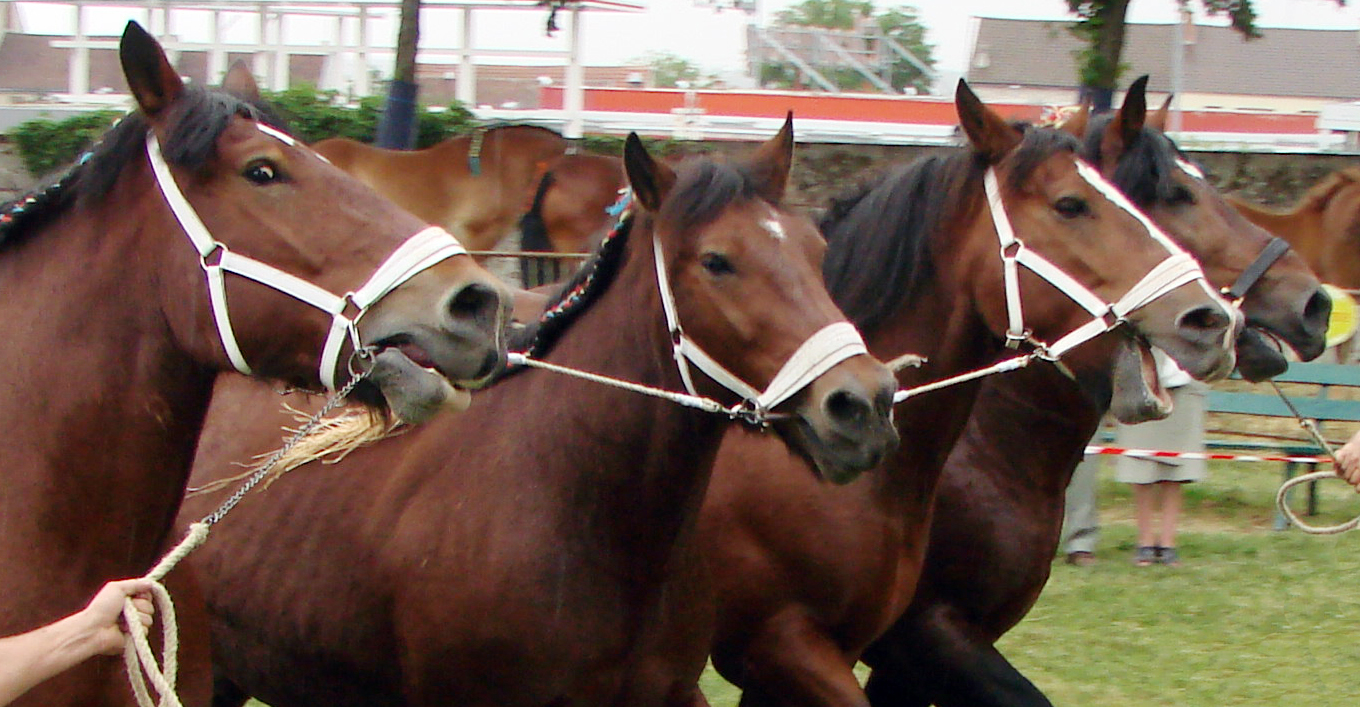
Présentation de chevaux ardennais en ligne, trois juments devant, l'étalon étant à l'arrière-plan.

Le cheval de trait ardennais se rencontre un peu partout en France, surtout dans le quart nord-est du pays, qui regroupe les deux tiers des éleveurs, mais également dans le Jura, en Lorraine, et dans le bassin parisien. La région Champagne-Ardenne, dont le cheval ardennais est patrimoine régional, est à la fois le berceau d'élevage et la région comptant le plus grand nombre d'éleveurs, 237 en 2007. La Lorraine est la seconde région d'élevage, avec 156 éleveurs recensés, suivie par l'Auvergne avec 110 éleveurs (cette région ayant l'avantage d'être de moyenne montagne, comme les Ardennes), la Nouvelle-Aquitaine avec une cinquantaine d'éleveurs, puis l'Alsace. La race est rare dans les autres régions,. L'ardennais est devenu au début du XXIe siècle la quatrième race de trait français la plus représentée en matière d'effectifs, derrière les Comtois, Bretons et Percherons. Les naissances restent assez stables. La taille du cheptel par éleveur est à la première place des races de trait, avec 2,8 juments en moyenne par élevage. En 2023, l'Ardennais reste néanmoins considéré par l'INRAE comme une race chevaline française menacée d'extinction.
| Année      | 1983           | 1990           | 1993           | 1995           | 2001           | 2014  |
| ---------- | -------------- | -------------- | -------------- | -------------- | -------------- | ----- |
| Effectifs. | Moins de 3 294 | Moins de 3 078 | Moins de 2 453 | Moins de 2 453 | Moins de 2 154 | 1 710 |

Les éleveurs français exportent entre vingt et trente chevaux par an au début du XXIe siècle. La demande en chevaux dressés est devenue supérieure à l'offre. Ces chevaux partent surtout en Belgique pour le débardage, et en Allemagne pour la même activité (mais aussi pour y être élevés), et pour le loisir. Les exportations au Maroc, en Hongrie et au Luxembourg concernent l'élevage uniquement, celles en Finlande et en Bulgarie concernent aussi le cirque.
Il y avait 530 éleveurs français répertoriés en 2007, le terme d'éleveur s'appliquant à toute personne qui possède au moins une jument mise à la reproduction. 240 étalons, 1 500 juments, 699 poulinages et 1 200 détenteurs de ces animaux sont recensés la même année. Les naissances sont en légère baisse.
| Année                 | 1992 | 1994 | 1996 | 1998 | 2000 | 2003 | 2005 | 2007 | 2008 | 2009 | 2010 | 2011 | 2012 | 2013 | 2014 | 2015 | 2016 | 2017 | 2018 |
| --------------------- | ---- | ---- | ---- | ---- | ---- | ---- | ---- | ---- | ---- | ---- | ---- | ---- | ---- | ---- | ---- | ---- | ---- | ---- | ---- |
| Nombre de poulinages, | 733  | 646  | 766  | 725  | 751  | 766  | 714  | 760  | 843  | 758  | 769  | 704  | 699  | 701  | 610  | 536  | 528  | 499  | 519  |

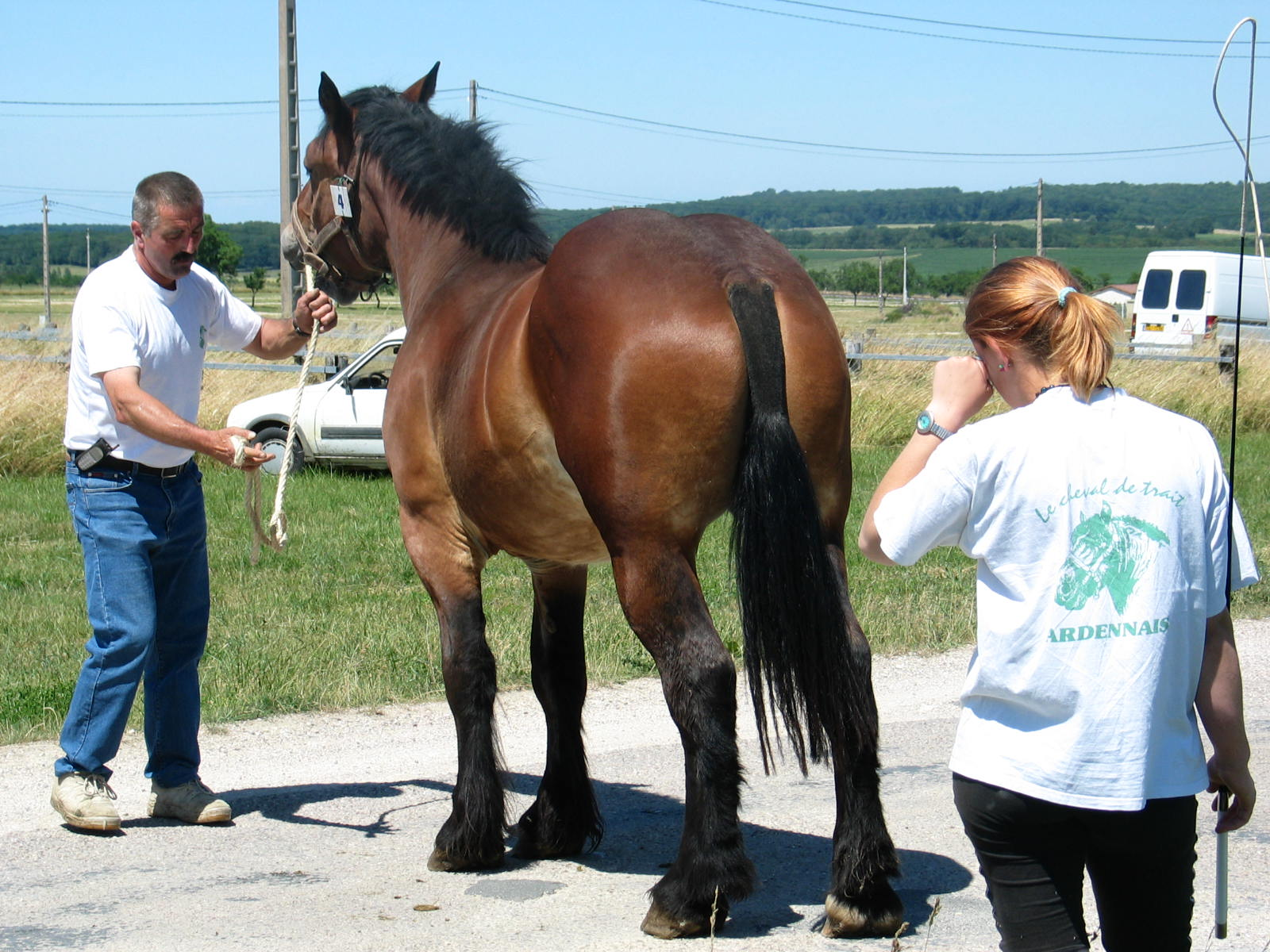
Cheval ardennais présenté lors d'un concours de race à Poussay en 2006.

Ce cheval est mis à l'honneur chaque année au Salon de l'agriculture et au salon du cheval de Paris. La maison du cheval ardennais, installée dans les bouveries des communs du château d'Augeard à Buzancy, expose des objets anciens et des maquettes d'attelages retraçant son histoire. Le concours annuel français de la race ardennaise présente des épreuves d'utilisations au travail et à l'attelage et des courses de traîneaux, il se tient à Sedan chaque troisième week-end du mois de septembre depuis 1993, et attire des milliers de spectateurs autour des rings de la prairie de Torcy.
Le haras national de Montier-en-Der, centre d'élevage historique du cheval ardennais en France, est devenu un pôle culturel. Il propose aussi des présentations de chevaux montés et attelés au public, des manifestations hippiques et des animations événementielles, dont beaucoup autour du cheval ardennais.

### Élevage dans le Luxembourg
Le Luxembourg est une province autrichienne au XVIIIe siècle, quand les Autrichiens commencent à s'intéresser à l'amélioration des chevaux locaux. L'État assure le développement de la race en 1891, et par la création du stud-book luxembourgeois du cheval de trait ardennais, le 17 mars 1921, mais ce stud-book n'est fonctionnel que depuis 1930. Il dirige l'élevage vers la réponse aux besoins de l'agriculture. Au début des années 1950, la race commence à disparaître. Des sujets sont importés depuis la Belgique.
| Année      | 1986         | 1994         | 2013 |
| ---------- | ------------ | ------------ | ---- |
| Effectifs. | Moins de 365 | Moins de 370 | 279  |

L'administration du Luxembourg a accordé des primes à la naissance de chaque poulain ardennais inscrit au stud-book de la race pour soutenir les éleveurs. Un musée vivant du cheval de trait ardennais a été fondé en mars 1989 à Munshausen, en lien avec la découverte du mode de vie d'antan dans le Luxembourg. Ce domaine organise chaque année la Journée du cheval de trait ardennais. L'Ardennais est élevé sur tout le territoire du Luxembourg, mais ses effectifs sont en diminution.

## Culture populaire

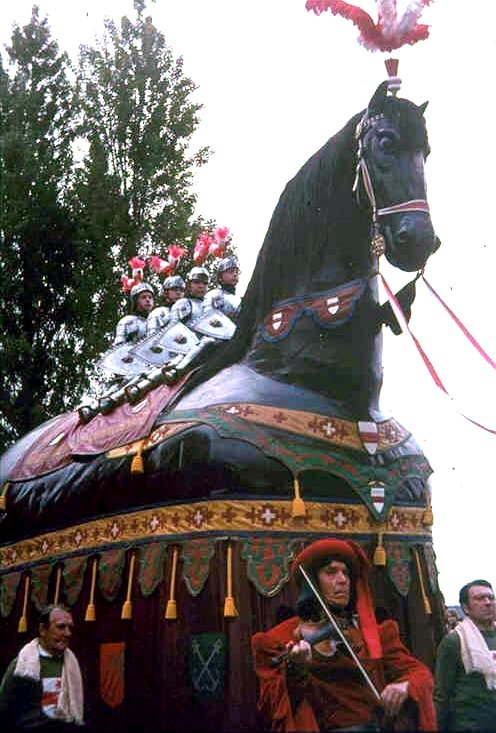
Le cheval Bayard lors de la procession de Termonde en 1990.

Le cheval ardennais est parfois associé à la monture légendaire des quatre fils Aymon, le cheval Bayard (ou Bayart), qui a selon la légende laissé les traces de son passage un peu partout dans la région ardennaise, et demeure toujours caché dans la forêt locale. L'écrivain régionaliste Franz Bartelt écrit à ce propos que « D’une nature douce et d’une santé prospère, sobre de mouvement, plein d’assurance et de modération, courageux avec générosité, confiant, travailleur, le cheval ardennais fut d’une intelligence philosophique et d’une distraction littéraire qui l’ont hissé au-dessus du palefroi commun, jusqu’aux édifiantes de la légende et du mythe. La monture des 4 fils Aymon ne pouvait, en effet, être qu’ardennaise… ».
En philatélie, une série de timbres français éditée par la Poste en 1998, « Nature de France » a célébré quatre races de chevaux : le Camargue, le Trotteur français, le Pottok et l’Ardennais. Au cinéma, Pom le poulain est une comédie dramatique d'Olivier Ringer, avec Richard Bohringer, sortie le 14 février 2007. Tournée dans la forêt ardennaise, elle met en scène Mirabelle, une jument de débardage ardennaise, la meilleure de l'équipe qui aide les bûcherons. Mirabelle vit une belle vie, jusqu'à ce que Patrick, le fils du patron, l'accuse d'avoir provoqué un accident. Elle est revendue et séparée de son poulain Pom.